# Liste der Kulturdenkmale in Neumünster/Bauliche Anlage, Gründenkmale und Teile von baulichen Anlagen
In der Liste der Kulturdenkmale in Neumünster/Bauliche Anlage, Gründenkmale und Teile von baulichen Anlagen sind alle Kulturdenkmale der schleswig-holsteinischen Stadt Neumünster und ihrer Ortsteile aufgelistet (Stand: 14. April 2025).
Die Sachgesamtheit und Mehrheiten von baulichen Anlagen sind in der Liste der Kulturdenkmale in Neumünster erfasst.
Die Bodendenkmale sind in der Liste der Bodendenkmale in Neumünster erfasst.

## Legende und Hinweise
In den Spalten befinden sich folgende Informationen:
- Objekt-ID: die Nummer des Kulturdenkmales
- Lage: die Adresse des Kulturdenkmales und die geographischen Koordinaten. Kartenansicht, um Koordinaten zu setzen. In der Kartenansicht sind Kulturdenkmale ohne Koordinaten mit einem roten Marker dargestellt und können in der Karte gesetzt werden. Kulturdenkmale ohne Bild sind mit einem blauen Marker gekennzeichnet, Kulturdenkmale mit Bild mit einem grünen Marker.
- Offizielle Bezeichnung: Bezeichnung des Kulturdenkmales
- Beschreibung: die Beschreibung des Kulturdenkmales
- Bild: ein Bild des Kulturdenkmales

Die Liste ist nach Stadtteilen gegliedert.

### Stadtmitte
| Objekt-ID      | Lage                                                      | Offizielle Bezeichnung                                        | Beschreibung | Bild                             |
| -------------- | --------------------------------------------------------- | ------------------------------------------------------------- | --- | -------------------------------- |
| 13582 Wikidata | Altonaer Straße 11 (54° 4′ 5″ N, 9° 59′ 20″ O)            | Mietwohnungshaus                                              | Mietwohnungshaus; 1900; Rudolf Pries; dreigeschossiges Mietwohnungshaus unter im Mittelteil gewalmten Dach, reich gegliederte historistische Putzfassade mit gotisierendem Dekor - Begründung: geschichtlich, städtebaulich - Schutzumfang: gesamtes Objekt - Denkmaltyp: Bauliche Anlage | BW                               |
| 7310 Wikidata  | Altonaer Straße 40 (54° 3′ 57″ N, 9° 59′ 12″ O)           | Vollmeilenstein                                               | Alteintragung (Aktualisierung vorgesehen) - Begründung: geschichtlich, wissenschaftlich, Kulturlandschaft prägend - Schutzumfang: gesamtes Objekt - Denkmaltyp: Bauliche Anlage | weitere Fotos \| Fotos hochladen |
| 15111 Wikidata | Altonaer Straße 40 (54° 3′ 58″ N, 9° 59′ 12″ O)           | Holstenschule                                                 | Holstenschule; 1901/1903, Paul Reese; dreigeschossiges Backsteingebäude auf Sandsteinsockel unter Walmdach, übergiebelter Mittelrisalit mit Sandsteinportal; an Straßenseite bauzeitliche Einfriedungsmauer - Begründung: geschichtlich, künstlerisch, städtebaulich - Schutzumfang: Holstenschule, Einfriedung - Denkmaltyp: Bauliche Anlage | weitere Fotos \| Fotos hochladen |
| 13590 Wikidata | Altonaer Straße 71 - 73 (54° 3′ 52″ N, 9° 59′ 9″ O)       | Doppelwohnhaus                                                | Doppelwohnhaus; 1930/36; Hans Wagner und August Silbertoff; zweigeschossiger Backsteinbau unter Satteldach, Hausfront durch regelmäßig angeordnete Fenster und Polygonalerker in den Seitenachsen gegliedert, an den Hausseiten zurückgesetzte Treppenhaustrakte, das Mauerwerk durch Keramik und Werksteinpartien belebt - Begründung: geschichtlich, städtebaulich - Schutzumfang: gesamtes Objekt - Denkmaltyp: Bauliche Anlage | BW                               |
| 15291 Wikidata | Altonaer Straße 84 (54° 3′ 50″ N, 9° 59′ 6″ O)            | Stadtvilla                                                    | Stadtvilla; 1907 u. 1927; Gottfried Wiese u. Friedrich Wilhelm Hain sen.; zweigeschossige Villa im Landhausstil unter Krüppelwalmdach, Putzfassade mit Backsteinsockel und -zierfeldern, flacher Seitenrisalit mit Fachwerkgiebel und Polygonalerker; im Hof bauzeitliche Remise - Begründung: geschichtlich, städtebaulich - Schutzumfang: Stadtvilla, Remise - Denkmaltyp: Bauliche Anlage, Mehrheit von baulichen Anlagen: Villen Altonaer Straße 84-86 | BW                               |
| 14099 Wikidata | Altonaer Straße 131 (54° 3′ 36″ N, 9° 58′ 56″ O)          | Südbahnhof                                                    | Südbahnhof; 1916; Eisenbahndirektion Altona; zweigeschossiger Backsteinbau in Zweiteilung, der nach Norden gerichtete breitere Abschnitt mit Eingang und Zutritt zu den Bahnsteigen als Seitenrisalit unter Mansarddach hervorgehoben, der übrige Teil unter Walmdach, Fassade durch Gesimse, rustizierte Lisenen und Terrakottareliefs mit Eisenbahnmotiven belebt - Begründung: geschichtlich, städtebaulich - Schutzumfang: gesamtes Objekt - Denkmaltyp: Bauliche Anlage | BW                               |
| 15239 Wikidata | Am Alten Kirchhof 4 (54° 4′ 35″ N, 9° 59′ 3″ O)           | Gemeindehaus der Anschargemeinde                              | Gemeindehaus der Anscharkirche; ehem. Konfirmandenhaus und Interimskirche; 1900, 1986/87; Carl-Otto Göttsche, Friedrich Wilhelm Hain jun.; zweigeschossiger traufenständiger Putzbau unter Satteldach, Straßenfassade mit übergiebelter rechter Hälfte in historistischer Formgebung - Begründung: geschichtlich, städtebaulich - Schutzumfang: Gemeindehaus der Anschargemeinde, Gemälde von August Westpahlen - Denkmaltyp: Bauliche Anlage, Sachgesamtheit: Anscharkirche | BW                               |
| 15290 Wikidata | Am Alten Kirchhof 5 (54° 4′ 33″ N, 9° 59′ 8″ O)           | ehem. Jugendwohnheim                                          | ehem. Jugendwohnheim; 1951, 1974; Otto Lippelt, Alfred Stührwoldt; zweigeschossiger Backsteinbau unter hohem Walmdach mit Breitgaube; schlichte Fassade mit gleichmäßig gereihten Fenstern und rechtsseitigem Portal mit Sandsteinrelief ͣJüngstes Gericht͞ - Begründung: geschichtlich, künstlerisch, städtebaulich - Schutzumfang: gesamtes Objekt - Denkmaltyp: Bauliche Anlage | BW                               |
| 15092 Wikidata | Am Alten Kirchhof 8 - 10 (54° 4′ 33″ N, 9° 59′ 2″ O)      | Pastorat und Verwaltungsgebäude                               | Pastorat und Verwaltungsgebäude; 1935/36; Friedrich Wilhelm Hain sen.; zweigeschossiger Backsteinbau mit über Konsolen auskragendem gaubenbesetztem Walmdach, an den Schmalseiten als Mansarddach heruntergezogen, Eingänge mit breiten Sandsteinrahmungen unter Vordächern - Begründung: geschichtlich, städtebaulich - Schutzumfang: gesamtes Objekt - Denkmaltyp: Bauliche Anlage, Sachgesamtheit: Anscharkirche | BW                               |
| 15302 Wikidata | Am Teich 9 (54° 4′ 24″ N, 9° 58′ 57″ O)                   | Stadtvilla                                                    | Alteintragung (Aktualisierung vorgesehen) - Begründung: geschichtlich, städtebaulich - Schutzumfang: Alteintragung (Aktualisierung vorgesehen) - Denkmaltyp: Bauliche Anlage | Fotos hochladen                  |
| 15361 Wikidata | Am Teich 10 (54° 4′ 24″ N, 9° 58′ 56″ O)                  | Stadtvilla                                                    | Alteintragung (Aktualisierung vorgesehen) - Begründung: geschichtlich, städtebaulich - Schutzumfang: Alteintragung (Aktualisierung vorgesehen) - Denkmaltyp: Bauliche Anlage | Fotos hochladen                  |
| 15358 Wikidata | An der Schwale 1 (54° 4′ 35″ N, 9° 59′ 44″ O)             | Doppelwohnhaushälfte                                          | Wohnhaus, Doppelhaushälfte; 1913 Architekt Hans Roß; geschwungener eingeschossiger Backsteinbau in repräsentativer Ecklage, ausgebautes Mansarddach, Baudetails in Formen des Heimatstils (Säulenportikus, Veranda) - Begründung: geschichtlich, künstlerisch, städtebaulich - Schutzumfang: gesamtes Objekt - Denkmaltyp: Bauliche Anlage | BW                               |
| 15303 Wikidata | An der Schwale 12 (54° 4′ 36″ N, 9° 59′ 51″ O)            | Villa                                                         | Alteintragung (Aktualisierung vorgesehen) - Begründung: Alteintragung (Aktualisierung vorgesehen) - Schutzumfang: Alteintragung (Aktualisierung vorgesehen) - Denkmaltyp: Bauliche Anlage | Fotos hochladen                  |
| 15304 Wikidata | Anscharstraße 7 (54° 4′ 46″ N, 9° 59′ 7″ O)               | Villa                                                         | Villa; um 1910; zweigeschossiger Putzbau unter Walmdach, flacher übergiebelter Standerker an der linken Seite mit reichem ornamentalem Dekor; straßenseitige Einfriedung - Begründung: geschichtlich, städtebaulich - Schutzumfang: Villa, Einfriedung - Denkmaltyp: Bauliche Anlage | BW                               |
| 15342 Wikidata | Augustastraße 2 (54° 4′ 39″ N, 9° 58′ 38″ O)              | Mietwohnungshaus                                              | Mietwohnungshaus; 1898/99; Carl Otto Göttsche; dreigeschossiges Eckgebäude unter Kieler Dach mit historistischer Putz- und Klinkerfassade; im Dachbereich Gebäudeecke betonendes Polygonaltürmchen mit Zwiebelhaube - Begründung: geschichtlich, städtebaulich - Schutzumfang: gesamtes Objekt - Denkmaltyp: Bauliche Anlage, Mehrheit von baulichen Anlagen: Wohnhäuser Luisenstraße 8-10/Augustastraße 2 | BW                               |
| 8164 Wikidata  | Bahnhofstraße 33 (54° 4′ 25″ N, 9° 58′ 47″ O)             | Kath. Kirche St. Maria - St. Vicelin                          | Alteintragung (Aktualisierung vorgesehen) - Begründung: geschichtlich, künstlerisch, städtebaulich - Schutzumfang: gesamtes Objekt - Denkmaltyp: Bauliche Anlage, Sachgesamtheit: Kath. Kirche St. Maria - St. Vicelin | weitere Fotos \| Fotos hochladen |
| 4194 Wikidata  | Bahnhofstraße 35 (54° 4′ 24″ N, 9° 58′ 48″ O)             | Kath. Pfarrhaus                                               | Alteintragung (Aktualisierung vorgesehen) - Begründung: geschichtlich, städtebaulich - Schutzumfang: Alteintragung (Aktualisierung vorgesehen) - Denkmaltyp: Bauliche Anlage, Sachgesamtheit: Kath. Kirche St. Maria - St. Vicelin | Fotos hochladen                  |
| 15390 Wikidata | Bahnhofstraße 40 (54° 4′ 24″ N, 9° 58′ 47″ O)             | Wohnhaus                                                      | Wohnhaus; um 1879, 1897; Magnus Schlichting; dreigeschossiger Putzbau unter flachem Pultdach über Konsolgesims mit repräsentativer Fassade, flacher Mittelrisalit mit von Konsolen getragenem Erker, an der linken Hausseite putzziergeschmückte Hofdurchfahrt - Begründung: geschichtlich, städtebaulich - Schutzumfang: gesamtes Objekt - Denkmaltyp: Bauliche Anlage, Sachgesamtheit: Tuchfabrik Heinrich Wittorf | BW                               |
| 15254 Wikidata | Bahnhofstraße (nahe 33-35) (54° 4′ 25″ N, 9° 58′ 46″ O)   | Pissoir                                                       | Alteintragung (Aktualisierung vorgesehen) - Begründung: Alteintragung (Aktualisierung vorgesehen) - Schutzumfang: Alteintragung (Aktualisierung vorgesehen) - Denkmaltyp: Bauliche Anlage bis 2017 | Fotos hochladen                  |
| 15162 Wikidata | Berliner Platz (54° 4′ 53″ N, 9° 59′ 34″ O)               | Berliner Bär                                                  | Berliner Bär; 1957; Bildhauer Georg Fugh; Gedenkstein für die verlorene Hauptstadt Berlin, ca. 4 m hohe Stele aus roten Granitquadern mit stilisiertem Berliner Bären und Inschrift BERLIN - Begründung: geschichtlich, künstlerisch, städtebaulich - Schutzumfang: gesamtes Objekt - Denkmaltyp: Bauliche Anlage | BW                               |
| 15341 Wikidata | Bismarckstraße 79 (54° 4′ 54″ N, 9° 59′ 29″ O)            | Mietwohnungshaus                                              | Alteintragung (Aktualisierung vorgesehen) - Begründung: künstlerisch, städtebaulich - Schutzumfang: gesamtes Objekt - Denkmaltyp: Bauliche Anlage | Fotos hochladen                  |
| 8917 Wikidata  | Boostedter Straße 1 (54° 4′ 4″ N, 9° 59′ 19″ O)           | ehem. Gasthaus                                                | ehem. Gasthaus; 1906; Carl Otto Göttsche; zweigeschossiger traufständiger Putzbau unter Satteldach, Fassade mit Feldsteinsockel und Zierfriesfelder in Jugendstilformen, zentraler Fachwerkzwerchgiebel - Begründung: geschichtlich, städtebaulich - Schutzumfang: gesamtes Objekt - Denkmaltyp: Bauliche Anlage | BW                               |
| 8908 Wikidata  | Boostedter Straße 3 (54° 4′ 3″ N, 9° 59′ 20″ O)           | ehem. Saggau'sche Kaserne (Musikschule Neumünster)            | Alteintragung (Aktualisierung vorgesehen) - Begründung: geschichtlich, städtebaulich - Schutzumfang: gesamtes Äußeres - Denkmaltyp: Bauliche Anlage | BW                               |
| 9204 Wikidata  | Boostedter Straße 26 (54° 3′ 55″ N, 9° 59′ 23″ O)         | Amtsgericht                                                   | Alteintragung (Aktualisierung vorgesehen) - Begründung: geschichtlich, künstlerisch, städtebaulich - Schutzumfang: gesamtes Objekt - Denkmaltyp: Bauliche Anlage | Fotos hochladen                  |
| 13507 Wikidata | Boostedter Straße 30 (54° 3′ 53″ N, 9° 59′ 23″ O)         | Pfortengebäude                                                | Pfortengebäude; 1902-1905, Radloff und Saal; dreiflügeliges, zweigeschossiges Pfortengebäude unter Walmdach aus Backstein, neogotischer Stufengiebel - Begründung: geschichtlich, städtebaulich - Schutzumfang: gesamtes Objekt - Denkmaltyp: Bauliche Anlage, Sachgesamtheit: Justizvollzugsanstalt | BW                               |
| 13508 Wikidata | Boostedter Straße 30 (54° 3′ 52″ N, 9° 59′ 20″ O)         | Hafthaus A (ehem. Weibergefängnis)                            | Hafthaus A (ehem. Weibergefängnis); 1902-1905, Radloff und Saal; flachgedeckter viergeschossiger Bau in gotisierender Putz- und Backsteinoptik, an der Nordseite seitlich vorspringender Kopfbau unter Walmdach - Begründung: geschichtlich, städtebaulich - Schutzumfang: gesamtes Objekt - Denkmaltyp: Bauliche Anlage, Sachgesamtheit: Justizvollzugsanstalt | BW                               |
| 13510 Wikidata | Boostedter Straße 30 (54° 3′ 51″ N, 9° 59′ 18″ O)         | Hafthaus C (Vierstrahler)                                     | Hafthaus C (Vierstrahler); 1902-1905, Radloff und Saal; kreuzförmiges, viergeschossiges, flachgedecktes Haupthafthaus in gotisierender Putz und Backsteinoptik, Kapelle im Ostflügel mit Spitzbogenfenstern - Begründung: geschichtlich, städtebaulich - Schutzumfang: gesamtes Objekt - Denkmaltyp: Bauliche Anlage, Sachgesamtheit: Justizvollzugsanstalt | BW                               |
| 13511 Wikidata | Boostedter Straße 32 (54° 3′ 52″ N, 9° 59′ 25″ O)         | Dienstgebäude (ehem. Direktorenhaus)                          | Dienstgebäude (ehem. Direktorenhaus); 1903/04, Radloff und Saal; eingeschossiger, gotisierender Backsteinbau auf Feldsteinsockel unter ausgebautem Schopfwalmdach; Einfriedung - Begründung: geschichtlich, städtebaulich - Schutzumfang: Dienstgebäude (ehem. Direktorenhaus), Einfriedung - Denkmaltyp: Bauliche Anlage, Sachgesamtheit: Justizvollzugsanstalt | Fotos hochladen                  |
| 21276 Wikidata | Boostedter Straße 43 - 47 (54° 3′ 48″ N, 9° 59′ 31″ O)    | Mietwohnungshaus                                              | Mietwohnungshaus; 1937/38, Architekten Martin Birkigt und Otto Lippelt; winkelförmig angelegter Backsteinbau aus einem zwei- und einem dreigeschossigen Baukörper, abgeschlossen durch auskragende Walmdächer, Fassade durch Risalite und regelmäßig angeordnete Fenster rhythmisiert; Außenanlagen mit umfriedeter Grünfläche - Begründung: geschichtlich, städtebaulich - Schutzumfang: Mietwohnungshaus, Außenanlagen, Einfriedung - Denkmaltyp: Bauliche Anlage | BW                               |
| 15105 Wikidata | Boostedter Straße u. a. (54° 3′ 58″ N, 9° 59′ 22″ O)      | Mietwohnungshaus Boostedter Straße 16-24/Gerichtsstraße 2-8   | Mietwohnungshaus; 1924/25; Paul Reese für die Städtische Kleinwohnungsbaugesellschaft Neumünster; Dreigeschossige, vor der Ecke Gerichtsstraße platzbildend einspringende Blockrandbebauung unter Satteldach mit variierender Putzfassadengestaltung und Erkern; Vorplatz als Grünfläche mit Kastanienbäumen - Begründung: geschichtlich, städtebaulich - Schutzumfang: gesamtes Äußeres, baumbestandener Vorplatz - Denkmaltyp: Bauliche Anlage | BW                               |
| 15316 Wikidata | Brachenfelder Straße 1 - 3 (54° 4′ 15″ N, 9° 59′ 23″ O)   | ehem. Stadthaus                                               | Stadthaus, heute Technisches Rathaus, 1927/28, Carl Lembke, dreigeschossiger, violetter Klinkerbau auf verputztem Sockel unter ausgebautem Walmdach mit Breitgauben, nördlich anschließende Einfriedungsmauer - Begründung: geschichtlich, städtebaulich - Schutzumfang: ehem. Stadthaus, nördliche Einfriedungsmauer - Denkmaltyp: Bauliche Anlage | BW                               |
| 15308 Wikidata | Brachenfelder Straße 23 (54° 4′ 21″ N, 9° 59′ 30″ O)      | ehem. Realschule                                              | ehem. Realschule, 1877, dreigeschossiger Backsteinbau unter schiefergedecktem Walmdach mit durch Mittelrisalit unter Attika und Pilastern gegliederter, symmetrischer Straßenfassade, rückwärtige Einfriedungsmauer Schulhof - Begründung: geschichtlich, städtebaulich - Schutzumfang: ehem. Realschule, Einfriedung (Holstenstraße) - Denkmaltyp: Bauliche Anlage | BW                               |
| 15324 Wikidata | Brachenfelder Straße 64 (54° 4′ 25″ N, 9° 59′ 44″ O)      | Mietwohnungshaus                                              | Mietwohnungshaus, 1901, Wilhelm Brockstedt, dreigeschossiger Putzbau unter Kieler Dach mit gotisierendem Fassadendekor - Begründung: geschichtlich, künstlerisch, städtebaulich - Schutzumfang: gesamtes Objekt - Denkmaltyp: Bauliche Anlage | BW                               |
| 9205 Wikidata  | Brachenfelder Straße 69 (54° 4′ 31″ N, 9° 59′ 57″ O)      | Villa Ströhmer/Wachholtz                                      | Alteintragung (Aktualisierung vorgesehen) - Begründung: geschichtlich, künstlerisch, städtebaulich - Schutzumfang: Alteintragung (Aktualisierung vorgesehen) - Denkmaltyp: Bauliche Anlage | Fotos hochladen                  |
| 10829 Wikidata | Brachenfelder Straße 69 - 71 (54° 4′ 31″ N, 9° 59′ 57″ O) | Garten der Villa Ströhmer/Wachholtz                           | Alteintragung (Aktualisierung vorgesehen) - Begründung: geschichtlich, künstlerisch, städtebaulich - Schutzumfang: Garten der Villa Ströhmer/Wachholtz, Hühnerhaus, Lindenallee, Kastanienallee, Blutbuche, Hängebuchengruppe - Denkmaltyp: Gründenkmal | Fotos hochladen                  |
| 27433 Wikidata | Brachenfelder Straße 69 - 71 (54° 4′ 31″ N, 9° 59′ 59″ O) | Remise                                                        | Alteintragung (Aktualisierung vorgesehen) - Begründung: Alteintragung (Aktualisierung vorgesehen) - Schutzumfang: Alteintragung (Aktualisierung vorgesehen) - Denkmaltyp: Bauliche Anlage | BW                               |
| 9648 Wikidata  | Brachenfelder Straße 80 a (54° 4′ 28″ N, 9° 59′ 51″ O)    | Zweigeschossiges Mehrfamilien-Wohnhaus                        | Zweigeschossiges Mehrfamilien-Wohnhaus, 1909, Gottfried Wiese, symmetrisch angelegter, teilverklinkerter Putzbau mit zwei giebelständigen Seitenrisaliten und ausgebautem Mansarddach - Begründung: geschichtlich, städtebaulich - Schutzumfang: gesamtes Objekt - Denkmaltyp: Bauliche Anlage | BW                               |
| 15321 Wikidata | Brachenfelder Straße 96 - 98 (54° 4′ 29″ N, 9° 59′ 56″ O) | Doppelwohnhaus                                                | Doppelwohnhaus, 1911/12, Bautechniker N. Feller, eingeschossiger Rauputzbau mit Mansarddach, Fassade gegliedert durch die in der Mitte gepaarten übergiebelten Risalite mit flachrunden Standerkern und Altan - Begründung: geschichtlich, städtebaulich - Schutzumfang: gesamtes Objekt - Denkmaltyp: Bauliche Anlage | BW                               |
| 13729 Wikidata | Christianstraße 9 (54° 4′ 30″ N, 9° 59′ 6″ O)             | Landeszentralbank                                             | Landeszentralbank, 1952/53, Bauamt der Landeszentralbanken von Niedersachsen, Hamburg und Schleswig-Holstein, zweigeschossiger Backsteinbau auf Sandsteinsockel unter Walmdach mit nordwestlichem, eingeschossigem Flügelbau - Begründung: geschichtlich, künstlerisch, städtebaulich - Schutzumfang: gesamtes Objekt - Denkmaltyp: Bauliche Anlage | BW                               |
| 3460 Wikidata  | Christianstraße 11 (54° 4′ 33″ N, 9° 59′ 8″ O)            | Anscharkirche                                                 | Alteintragung (Aktualisierung vorgesehen) - Begründung: geschichtlich, künstlerisch, städtebaulich - Schutzumfang: Alteintragung (Aktualisierung vorgesehen) - Denkmaltyp: Bauliche Anlage, Sachgesamtheit: Anscharkirche | weitere Fotos \| Fotos hochladen |
| 21285 Wikidata | Christianstraße 11 (54° 4′ 33″ N, 9° 59′ 7″ O)            | Alter Friedhof                                                | Alteintragung (Aktualisierung vorgesehen) - Begründung: geschichtlich, künstlerisch, städtebaulich - Schutzumfang: Alter Friedhof, Historische Grabmale, Lindenalleenkranz (Christianstraße, Am Alten Kirchhof) - Denkmaltyp: Gründenkmal, Sachgesamtheit: Anscharkirche | BW                               |
| 8964 Wikidata  | Christianstraße 29 (54° 4′ 36″ N, 9° 59′ 11″ O)           | Villa Kracht                                                  | Villa Kracht, 1882, Magnus Schlichting, für Tuchfabrikant Heinrich Kracht, kubischer zweigeschossiger Villenbau aus Backstein mit Putzelementen unter Zeltdach - Begründung: geschichtlich, städtebaulich - Schutzumfang: gesamtes Objekt - Denkmaltyp: Bauliche Anlage | BW                               |
| 15195 Wikidata | Christianstraße 87 - 89 (54° 4′ 51″ N, 9° 59′ 28″ O)      | Mietwohnungshaus                                              | Mietwohnungshaus; 1926/27; Paul Reese; dreigeschossige Eckbebauung mit expressionistischer Backsteinfassade unter Walm und ausgebautem Satteldach. Gebäudeecke durch portalmäßigen Eingang, auskragenden breiten Kastenerker und geschwungenen Ziergiebel ausgezeichnet - Begründung: geschichtlich, künstlerisch, städtebaulich - Schutzumfang: gesamtes Objekt - Denkmaltyp: Bauliche Anlage | BW                               |
| 15260 Wikidata | Christianstraße (54° 5′ 0″ N, 9° 59′ 39″ O)               | Wasserturm                                                    | Wasserturm; 1899/1900; von Fachwerkkonstruktion ummantelter runder Hochbehälter unter flachem Kegeldach mit Lüftungslaterne auf sich verjüngendem zylindrischen Schaft - Begründung: geschichtlich, städtebaulich, technisch - Schutzumfang: gesamtes Objekt - Denkmaltyp: Bauliche Anlage, Sachgesamtheit: Wasserwerk Neumünster | weitere Fotos \| Fotos hochladen |
| 15285 Wikidata | Franz-Rohwer-Platz 13 - 15 (54° 3′ 55″ N, 9° 58′ 42″ O)   | Neuapostolische Kirche                                        | Neuapostolische Kirche; 1954; Hans Hohmann; von Walmdach abgeschlossener Backsteinbau über leicht gekrümmtem Grundriss, Straßenfassade dominiert von zehn hochrechteckigen Bleiglasfenstern in weiß gefasstem Betonraster - Begründung: geschichtlich, künstlerisch, städtebaulich - Schutzumfang: gesamtes Objekt - Denkmaltyp: Bauliche Anlage | BW                               |
| 15054 Wikidata | Franz-Rohwer-Platz (54° 3′ 55″ N, 9° 58′ 42″ O)           | Transformatorenhaus                                           | Transformatorenhaus; 1938; Stadtbauamt Neumünster; konkav konvex geschwungener Backsteinbau unter auskragendem Flachdach, Mauerwerk mit Rustizierungen, seitliche Wangenmauern - Begründung: geschichtlich, städtebaulich, technisch - Schutzumfang: gesamtes Objekt - Denkmaltyp: Bauliche Anlage | BW                               |
| 6742 Wikidata  | Franz-Rohwer-Straße 6 (54° 4′ 1″ N, 9° 58′ 50″ O)         | Villa Hungerberg                                              | Villa Hungerberg, 1897, Maurermeister A. Behrens; zweigeschossiger Putzbau in spätklassizistischer Formgebung, schiefergedecktes flaches Walmdach - Begründung: geschichtlich, städtebaulich - Schutzumfang: gesamtes Objekt - Denkmaltyp: Bauliche Anlage, Sachgesamtheit: Villenviertel Mühlenhof | BW                               |
| 21292 Wikidata | Friedrichstraße 4 a (54° 4′ 37″ N, 9° 58′ 45″ O)          | Wohn- und Geschäftshaus                                       | Wohn- und Geschäftshaus; 1898/99; Magnus Schlichting; dreigeschossiger Bau unter Kieler Dach, repräsentative Fassade in Putz mit Backsteinzierformen, Mittelachse durch Kastenerker auf Konsolen akzentuiert - Begründung: geschichtlich, städtebaulich - Schutzumfang: gesamtes Objekt - Denkmaltyp: Bauliche Anlage | BW                               |
| 15139 Wikidata | Friesenstraße 11 (54° 3′ 56″ N, 9° 59′ 38″ O)             | Friedrich-Ebert-Krankenhaus: altes Hauptgebäude               | Alteintragung (Aktualisierung vorgesehen) - Begründung: geschichtlich, städtebaulich - Schutzumfang: Alteintragung (Aktualisierung vorgesehen) - Denkmaltyp: Bauliche Anlage | weitere Fotos \| Fotos hochladen |
| 7474 Wikidata  | Fritz-Reuter-Straße 2 (54° 4′ 35″ N, 9° 59′ 37″ O)        | Villa Marggraff                                               | Villa Marggraf; 1913; Hans Roß für Major Marggraff; eingeschossiger Backsteinbau auf hohem Sockel unter Mansarddach mit Schopf, an den Langseiten zentrale Zwerchhäusern mit Dreiecksgiebel; Grundstückseinfriedung von 1921; im Garten ehem. Pferdestall von 1913 - Begründung: geschichtlich, künstlerisch, städtebaulich - Schutzumfang: Villa Marggraff, ehem. Pferdestall, Einfriedung - Denkmaltyp: Bauliche Anlage, Sachgesamtheit: Villengebiet Marienstraße | BW                               |
| 7473 Wikidata  | Fritz-Reuter-Straße 6 (54° 4′ 35″ N, 9° 59′ 39″ O)        | Villa Erbt                                                    | Villa Erbt; 1913; Hans Roß für Studiendirektor Wilhelm Erbt; zweigeschossiger Backsteinbau unter geschweiftem Walmdach, Eingang ausgezeichnet durch in Fassadenrücksprung eingestellte Kolossalsäulen und Freitreppe; im Garten Backsteinremise - Begründung: geschichtlich, künstlerisch, städtebaulich - Schutzumfang: Villa Erbt, Remise - Denkmaltyp: Bauliche Anlage, Sachgesamtheit: Villengebiet Marienstraße | BW                               |
| 13575 Wikidata | Fürsthof 3 (54° 4′ 17″ N, 9° 59′ 17″ O)                   | Wohn- und Geschäftshaus                                       | Wohn- und Geschäftshaus, 1894, Maurermeister A. Behrens, dreigeschossiger Putzbau, traufständig mit Satteldach - Begründung: geschichtlich, städtebaulich - Schutzumfang: gesamtes Objekt - Denkmaltyp: Bauliche Anlage, Mehrheit von baulichen Anlagen: Baugruppe Fürsthof 3-10 | BW                               |
| 15394 Wikidata | Fürsthof 4 (54° 4′ 17″ N, 9° 59′ 18″ O)                   | Wohn- und Geschäftshaus                                       | Wohn- und Geschäftshaus, 1891, Baugeschäft Wulff und Brockstedt, zweigeschossiger, teilverputzter Backsteinbau unter ausgebautem Mansarddach - Begründung: geschichtlich, städtebaulich - Schutzumfang: gesamtes Objekt - Denkmaltyp: Bauliche Anlage, Mehrheit von baulichen Anlagen: Baugruppe Fürsthof 3-10 | BW                               |
| 7621 Wikidata  | Fürsthof 9 (54° 4′ 18″ N, 9° 59′ 19″ O)                   | Fachwerkgiebelhaus                                            | Fachwerkgiebelhaus; um 1750, 1981-1984 saniert und rekonstruiert; eingeschossiger Bau unter hohem Satteldach, zweistufig verbretterter Dreieckgiebel, Fachwerk mit Fußbändern; hofseitiger breiterer Anbau unter Mansarddach, Mitte 19. Jh.; an dessen Nordseite ehem. Schmiedewerkstatt von 1876 - Begründung: geschichtlich, städtebaulich - Schutzumfang: gesamtes Objekt - Denkmaltyp: Bauliche Anlage, Mehrheit von baulichen Anlagen: Baugruppe Fürsthof 3-10 | Fotos hochladen                  |
| 230 Wikidata   | Fürsthof 18 (54° 4′ 18″ N, 9° 59′ 23″ O)                  | Wohnhaus                                                      | Wohngebäude; 1827; eingeschossiges Fachwerkhaus mit Walmdach, straßenseitiger Giebel mit Putzfassade - Schutzumfang: Wohnhaus - Begründung: Geschichtlich, Städtebaulich | Fotos hochladen                  |
| 15442 Wikidata | Fürsthof 20 (54° 4′ 19″ N, 9° 59′ 24″ O)                  | Wohnhaus mit Werkstatt                                        | Wohnhaus mit Werkstatt, 1891/92, Baugeschäft Wulff und Brockstedt, für Zimmermeister C. Brockstedt, zweigeschossiger Backsteinbau mit ausgebautem Kieler Dach und westlichem Werkstattanbau - Begründung: geschichtlich, städtebaulich - Schutzumfang: gesamtes Objekt - Denkmaltyp: Bauliche Anlage | BW                               |
| 15443 Wikidata | Fürsthof 23 (54° 4′ 19″ N, 9° 59′ 24″ O)                  | Wohnhaus mit Bäckerei                                         | Wohnhaus mit Bäckerei, 1884, Zimmermeister C. Wulff, zweigeschossiger, traufständiger Putzbau unter Satteldach - Begründung: geschichtlich, städtebaulich - Schutzumfang: gesamtes Objekt - Denkmaltyp: Bauliche Anlage | BW                               |
| 13985 Wikidata | Gartenallee 14 (54° 4′ 8″ N, 9° 59′ 0″ O)                 | Villa Simons                                                  | Alteintragung (Aktualisierung vorgesehen) - Begründung: - Schutzumfang: Alteintragung (Aktualisierung vorgesehen) - Denkmaltyp: Bauliche Anlage | Fotos hochladen                  |
| 15112 Wikidata | Gartenstraße 9 (54° 4′ 2″ N, 9° 59′ 3″ O)                 | Theodor-Storm-Schule                                          | Theodor-Storm-Schule; ehem. Knabenschule; 1885/86; unregelmäßige Dreiflügelanlage, gotisierender zweigeschossiger Backsteinbau, Fassaden durch Glasurziegelgesimse und Backsteinfriese belebt, Hauptfassade gegliedert durch zwei regelmäßig angeordnete Risalite mit gotisierenden Giebeln; Turnhalle an Südostseite des Schulgrundstücks - Begründung: geschichtlich, städtebaulich - Schutzumfang: Theodor-Storm-Schule, Turnhalle - Denkmaltyp: Bauliche Anlage | BW                               |
| 424 Wikidata   | Gartenstraße 10 (54° 4′ 4″ N, 9° 59′ 5″ O)                | ehem. Wahlesche Fabrik                                        | ehem. Papierfabrik; 1850; 1872; 1911; langgestreckter drei- und viergeschossiger Backsteinfabriktrakt unter flachem Satteldach mit gleichmäßig gereihten Segmentbogenfenstern und südwestlichem Kesselhaus - Begründung: geschichtlich, städtebaulich, technisch - Schutzumfang: ehem. Wahlesche Fabrik, Einfriedung - Denkmaltyp: Bauliche Anlage, Sachgesamtheit: ehem. Papierfabrik | weitere Fotos \| Fotos hochladen |
| 8913 Wikidata  | Großflecken 25 - 27 (54° 4′ 20″ N, 9° 59′ 12″ O)          | ehem. Kaiserliches Postamt                                    | Alteintragung (Aktualisierung vorgesehen) - Begründung: geschichtlich, städtebaulich - Schutzumfang: gesamtes Objekt - Denkmaltyp: Bauliche Anlage | BW                               |
| 8911 Wikidata  | Großflecken 33 (54° 4′ 19″ N, 9° 59′ 13″ O)               | Wohn- und Geschäftshaus                                       | Wohn- und Geschäftshaus; 1891/92, Magnus Schlichting; viergeschossiger Putzbau unter Kieler Dach mit überhöhtem Eck Erkertürmchen, reiche Fassadenzier mit Renaissance-Elementen - Begründung: geschichtlich, städtebaulich - Schutzumfang: gesamtes Objekt - Denkmaltyp: Bauliche Anlage, Mehrheit von baulichen Anlagen: Wohn- und Geschäftshäuser Großflecken 29-43 15428 | BW                               |
| 15428 Wikidata | Großflecken 37 (54° 4′ 18″ N, 9° 59′ 14″ O)               | ehem. Volksbankgebäude                                        | ehem. Volksbankgebäude; 1953, Hans-Joachim Fritz; fünfgeschossiger Bau in Stahlbetonskelettbauweise mit Staffelgeschoss und Flugdach, sandsteinverblendete Fassade in Rasteraufteilung - Begründung: geschichtlich, künstlerisch, städtebaulich - Schutzumfang: gesamtes Objekt - Denkmaltyp: Bauliche Anlage, Mehrheit von baulichen Anlagen: Wohn- und Geschäftshäuser Großflecken 29-43 | BW                               |
| 15429 Wikidata | Großflecken 39 (54° 4′ 18″ N, 9° 59′ 14″ O)               | Wohn- und Geschäftshaus                                       | Wohn- und Geschäftshaus; 1906, Carl Otto Göttsche; viergeschossiger Backsteinbau unter Kieler Dach mit Putzziergliederung und zentralem Kastenerker - Begründung: geschichtlich, städtebaulich - Schutzumfang: gesamtes Objekt - Denkmaltyp: Bauliche Anlage, Mehrheit von baulichen Anlagen: Wohn- und Geschäftshäuser Großflecken 29-43 | BW                               |
| 15399 Wikidata | Großflecken 41 (54° 4′ 17″ N, 9° 59′ 14″ O)               | Wohnhaus „Renck“                                              | Wohnhaus ͣRenck͖͞ um 1875 für Tuchfabrikant Heinrich Renck; zweigeschossiger, verputzter Backsteinbau auf hohem Sockel in spätklassizistischer Manier unter Walmdach, zentraler Kastenerker im Obergeschoss - Begründung: geschichtlich, städtebaulich - Schutzumfang: gesamtes Objekt - Denkmaltyp: Bauliche Anlage, Mehrheit von baulichen Anlagen: Wohn- und Geschäftshäuser Großflecken 29-43 | BW                               |
| 15425 Wikidata | Großflecken 46 (54° 4′ 14″ N, 9° 59′ 13″ O)               | Wohn- und Geschäftshaus                                       | Wohn- und Geschäftshaus; 1910/11, Gottfried Wiese; fünfgeschossiger Backsteinbau unter Satteldach mit Giebelaufsatz zwischen Fledermausgauben, asymmetrisch angelegte Fassade mit Polygonalerker und Balkonen - Begründung: geschichtlich, städtebaulich - Schutzumfang: gesamtes Objekt - Denkmaltyp: Bauliche Anlage | BW                               |
| 13484 Wikidata | Großflecken 48 (54° 4′ 14″ N, 9° 59′ 14″ O)               | Wohn- und Geschäftshaus                                       | Wohn- und Geschäftshaus; 1882; zweigeschossiger Backsteinbau mit Satteldach, historistische Putzfassade in Renaissanceformen, Mittelachse leicht vorspringend und durch stehenden Dacherker betont - Begründung: geschichtlich, städtebaulich - Schutzumfang: gesamtes Objekt - Denkmaltyp: Bauliche Anlage | BW                               |
| 14071 Wikidata | Großflecken 56 (54° 4′ 12″ N, 9° 59′ 16″ O)               | ehem. Hotel „Kaiserhof“ (Fassade)                             | ehem. Hotel ͣKaiserhof͕͞ Fassade; 1889/90, Zimmermeister Groth und Einfeldt; dreigeschossige Front mit überhöhtem, von Dachkuppel abgeschlossenem Mittelrisalit und neobarockem Fassadendekor - Begründung: geschichtlich, künstlerisch, städtebaulich - Schutzumfang: gesamtes Objekt - Denkmaltyp: Teil einer baulichen Anlage | BW                               |
| 9921 Wikidata  | Großflecken 57 (54° 4′ 14″ N, 9° 59′ 17″ O)               | Wohn- und Geschäftshaus                                       | Wohn- und Geschäftshaus; 1903, durch Zimmermeister Gustav Jaacks Umbau eines Vorgängerbaus von 1780; zweigeschossiger Putzbau mit dreieckigem Fachwerkgiebel im Landhausstil, Mittelteil durch fachwerkgerahmte Doppelachse mit beschnitzten Ständern und Schwellen; rückwärtiger Saalbau v. 1894, 1903 erneuert - Begründung: geschichtlich, städtebaulich - Schutzumfang: gesamtes Objekt - Denkmaltyp: Bauliche Anlage | BW                               |
| 2618 Wikidata  | Großflecken 59 - 63 (54° 4′ 12″ N, 9° 59′ 17″ O)          | Altes Rathaus                                                 | Alteintragung (Aktualisierung vorgesehen) - Begründung: geschichtlich, künstlerisch, städtebaulich - Schutzumfang: gesamtes Objekt - Denkmaltyp: Bauliche Anlage | weitere Fotos \| Fotos hochladen |
| 15426 Wikidata | Großflecken 62 - 64 (54° 4′ 10″ N, 9° 59′ 18″ O)          | Wohn- und Geschäftshaus (Fassade)                             | Wohn- und Geschäftshaus, Fassade; 1894, Carl Otto Göttsche; viergeschossige historistische Backsteinfassade in farbig akzentuiertem Zierverband mit Stuck- und Zierfliesenfeldern, Erdgeschosszone mit Arkaden - Begründung: geschichtlich, künstlerisch, städtebaulich - Schutzumfang: gesamtes Objekt - Denkmaltyp: Teil einer baulichen Anlage | BW                               |
| 8914 Wikidata  | Großflecken 66 (54° 4′ 10″ N, 9° 59′ 17″ O)               | Cafe Oldehus                                                  | | BW                               |
| 6344 Wikidata  | Großflecken (54° 4′ 25″ N, 9° 59′ 7″ O)                   | Kieler Brücke                                                 | Alteintragung (Aktualisierung vorgesehen) - Begründung: geschichtlich, städtebaulich, technisch - Schutzumfang: Alteintragung (Aktualisierung vorgesehen) - Denkmaltyp: Bauliche Anlage | Fotos hochladen                  |
| 3453 Wikidata  | Haart 10 (54° 4′ 7″ N, 9° 59′ 24″ O)                      | ehem. Gasthaus                                                | ehem. Gasthaus; verm. zweite Hälfte 18. Jahrhundert; eingeschossiger Fachwerkbau unter Krüppelwalmdach vom Typ des Mittelflurhauses - Begründung: geschichtlich, städtebaulich - Schutzumfang: gesamtes Objekt - Denkmaltyp: Bauliche Anlage | BW                               |
| 8918 Wikidata  | Haart 12 (54° 4′ 7″ N, 9° 59′ 25″ O)                      | Mietwohnungshaus                                              | Mietwohnungshaus; 1890, Zimmermeister Rudolf Pries; kubischer zweigeschossiger Backsteinbau unter ausgebautem, schiefergedecktem Satteldach, Fassade in Putz und Backstein gestaltet mit übergiebeltem Mittelrisalit - Begründung: geschichtlich, städtebaulich - Schutzumfang: gesamtes Objekt - Denkmaltyp: Bauliche Anlage | BW                               |
| 8919 Wikidata  | Haart 14 - 16 (54° 4′ 7″ N, 9° 59′ 25″ O)                 | Doppelwohnhaus                                                | Doppelwohnhaus; 1883, Zimmermeister C. Wulff; zweigeschossiger Putzbau unter Satteldach mit zentraler Hofdurchfahrt - Begründung: geschichtlich, städtebaulich - Schutzumfang: gesamtes Objekt - Denkmaltyp: Bauliche Anlage | BW                               |
| 3454 Wikidata  | Haart 32 (54° 4′ 4″ N, 9° 59′ 28″ O)                      | Caspar-von-Saldern-Haus                                       | Alteintragung (Aktualisierung vorgesehen) - Begründung: geschichtlich, städtebaulich - Schutzumfang: gesamtes Objekt - Denkmaltyp: Bauliche Anlage, Sachgesamtheit: Caspar-von-Saldern-Haus | weitere Fotos \| Fotos hochladen |
| 21238 Wikidata | Haart 32 (54° 4′ 3″ N, 9° 59′ 27″ O)                      | Garten des Caspar-von-Saldern-Hauses                          | Garten des Caspar-von-Saldern-Hauses; ehem. Barockgarten; heute öffentliche Grünanlage; langgestreckte, axial zum ehem. Amtshaus ausgerichtete, nördlich von Lindenreihe begleitete Grünfläche mit Altbaumbestand - Begründung: geschichtlich, städtebaulich - Schutzumfang: gesamtes Objekt - Denkmaltyp: Gründenkmal, Sachgesamtheit: Caspar-von-Saldern-Haus | BW                               |
| 21239 Wikidata | Haart 32 (54° 4′ 3″ N, 9° 59′ 23″ O)                      | Lindenallee                                                   | Alteintragung (Aktualisierung vorgesehen) - Begründung: geschichtlich, künstlerisch, städtebaulich - Schutzumfang: gesamtes Objekt - Denkmaltyp: Gründenkmal, Sachgesamtheit: Caspar-von-Saldern-Haus | Fotos hochladen                  |
| 15437 Wikidata | Haart 36 a (54° 4′ 3″ N, 9° 59′ 32″ O)                    | Mietwohnungshaus                                              | Mietwohnungshaus, 1890/91, Zimmermeister Rudolf Pries, dreigeschossiger Klinker- und Putzzierbau mit symmetrischer, durch zentralen Kastenerker auf Konsolen gegliederter Fassade - Begründung: geschichtlich, städtebaulich - Schutzumfang: gesamtes Objekt - Denkmaltyp: Bauliche Anlage | BW                               |
| 44226 Wikidata | Haart 224 (54° 3′ 39″ N, 10° 0′ 38″ O)                    | Verwaltungsgebäude                                            | Verwaltungsgebäude; 1938, Theodor Speckbötel, Friedrich Last und Walter Beecken (HH); zweigeschossiges Backsteingebäude unter Walmdach mit Pfeilerportikus - Begründung: geschichtlich, städtebaulich - Schutzumfang: gesamtes Objekt - Denkmaltyp: Bauliche Anlage, Sachgesamtheit: ehem. Lederfabrik Köster | BW                               |
| 29664 Wikidata | Haartallee (54° 4′ 9″ N, 9° 59′ 28″ O)                    | Haartallee: einreihige Lindenallee                            | Alteintragung (Aktualisierung vorgesehen) - Begründung: geschichtlich, städtebaulich - Schutzumfang: gesamtes Objekt - Denkmaltyp: Gründenkmal | BW                               |
| 8937 Wikidata  | Haartallee 6 (54° 4′ 11″ N, 9° 59′ 24″ O)                 | „Kleines Glückerthaus“                                        | Alteintragung (Aktualisierung vorgesehen) - Begründung: geschichtlich, künstlerisch, städtebaulich - Schutzumfang: gesamtes Objekt - Denkmaltyp: Bauliche Anlage | BW                               |
| 21337 Wikidata | Hinter der Kirche 6 (54° 4′ 11″ N, 9° 59′ 1″ O)           | Wohnhaus                                                      | Wohnhaus, 1870er, zweigeschossiger, traufenständiger Putzbau spätklassizistischer Prägung unter Satteldach - Begründung: geschichtlich, städtebaulich - Schutzumfang: gesamtes Objekt - Denkmaltyp: Bauliche Anlage, Mehrheit von baulichen Anlagen: Baugruppe Hinter der Kirche 1-7/Mühlenhof 1-3 | BW                               |
| 3459 Wikidata  | Hinter der Kirche 10 (54° 4′ 10″ N, 9° 59′ 4″ O)          | Gemeindehaus der Vicelinkirche                                | Gemeindehaus der Vicelinkirche; ehem. Pastorat; 1789-1791; eingeschossiger, traufständiger Backsteinbau über Granitsockel mit Pilastergliederung unter ausgebautem Walmdach; ehem. Pastoratsgarten - Begründung: geschichtlich, städtebaulich, Kulturlandschaft prägend - Schutzumfang: Gemeindehaus der Vicelinkirche, Garten des ehem. Pastorats - Denkmaltyp: Bauliche Anlage, Sachgesamtheit: Vicelinkirche | Fotos hochladen                  |
| 15463 Wikidata | Hinter der Kirche 11 (54° 4′ 10″ N, 9° 59′ 6″ O)          | Pastorat West                                                 | Alteintragung (Aktualisierung vorgesehen) - Begründung: geschichtlich, künstlerisch, städtebaulich, Kulturlandschaft prägend - Schutzumfang: Pastorat West, Pastoratsgarten - Denkmaltyp: Bauliche Anlage, Sachgesamtheit: Vicelinkirche | Fotos hochladen                  |
| 3461 Wikidata  | Hinter der Kirche (54° 4′ 12″ N, 9° 59′ 3″ O)             | Vicelinkirche mit Ausstattung                                 | Alteintragung (Aktualisierung vorgesehen) - Begründung: geschichtlich, künstlerisch, städtebaulich - Schutzumfang: Alteintragung (Aktualisierung vorgesehen) - Denkmaltyp: Bauliche Anlage, Sachgesamtheit: Vicelinkirche | weitere Fotos \| Fotos hochladen |
| 22748 Wikidata | Hinter der Kirche (54° 4′ 11″ N, 9° 59′ 4″ O)             | Kirchhof der Vicelinkirche                                    | Alteintragung (Aktualisierung vorgesehen) - Begründung: geschichtlich, städtebaulich - Schutzumfang: Kirchhof der Vicelinkirche, Lindenreihen, Lindenalleen, Esche (Naturdenkmal) - Denkmaltyp: Gründenkmal, Sachgesamtheit: Vicelinkirche | Fotos hochladen                  |
| 29656 Wikidata | Holsatenring (54° 3′ 58″ N, 9° 58′ 41″ O)                 | Lindenallee auf dem Mittelstreifen                            | Alteintragung (Aktualisierung vorgesehen) - Begründung: geschichtlich, städtebaulich - Schutzumfang: gesamtes Objekt - Denkmaltyp: Gründenkmal | Fotos hochladen                  |
| 1555 Wikidata  | Holsatenring 58 (54° 3′ 52″ N, 9° 58′ 54″ O)              | Zweifamilienhaus                                              | Alteintragung (Aktualisierung vorgesehen) - Begründung: künstlerisch, städtebaulich - Schutzumfang: gesamtes Objekt - Denkmaltyp: Bauliche Anlage | BW                               |
| 15466 Wikidata | Holsatenring 69 (54° 3′ 50″ N, 9° 58′ 54″ O)              | Villa                                                         | Alteintragung (Aktualisierung vorgesehen) - Begründung: geschichtlich, künstlerisch - Schutzumfang: gesamtes Objekt - Denkmaltyp: Bauliche Anlage | Fotos hochladen                  |
| 8901 Wikidata  | Holstenstraße 1 (54° 4′ 19″ N, 9° 59′ 15″ O)              | ehem. Hotel Brigel                                            | ehem. Hotel Brigel, 1891, Magnus Schlichting für Gastwirt W. Brigel, dreigeschossiger, traufenständiger Putzbau mit betontem Mittelrisalit unter stuckverziertem Dreiecksgiebel - Begründung: geschichtlich, städtebaulich - Schutzumfang: gesamtes Objekt - Denkmaltyp: Bauliche Anlage, Mehrheit von baulichen Anlagen: Wohn- und Geschäftshäuser Holstenstraße 1-22 | BW                               |
| 15479 Wikidata | Holstenstraße 2 (54° 4′ 19″ N, 9° 59′ 15″ O)              | Wohn- und Geschäftshaus                                       | Wohn- und Geschäftshaus; 1892/93, Rudolf Pries; dreigeschossiger Backsteinbau unter Kieler Dach mit gut erhaltener neugotischer Fassade - Begründung: geschichtlich, städtebaulich - Schutzumfang: gesamtes Objekt - Denkmaltyp: Bauliche Anlage, Mehrheit von baulichen Anlagen: Wohn- und Geschäftshäuser Holstenstraße 1-22 | Fotos hochladen                  |
| 15474 Wikidata | Holstenstraße 5 (54° 4′ 20″ N, 9° 59′ 15″ O)              | Wohn- und Geschäftshaus                                       | Wohn- und Geschäftshaus, 1892/1893, Maurermeister Johann Friedrich Ahrens, dreigeschossiger Putzbau unter Kieler Dach, symmetrisch angelegte Fassade in barockisierender Formensprache - Begründung: geschichtlich, städtebaulich - Schutzumfang: gesamtes Objekt - Denkmaltyp: Bauliche Anlage, Mehrheit von baulichen Anlagen: Wohn- und Geschäftshäuser Holstenstraße 1-22 | BW                               |
| 15512 Wikidata | Holstenstraße 8 (54° 4′ 20″ N, 9° 59′ 18″ O)              | Wohn- und Geschäftshaus                                       | Wohn- und Geschäftshaus, 1899, Carl Otto Göttsche, dreigeschossiger Putzbau unter Kieler Dach mit reichen Putzzierelementen und zentralem Kastenerker - Begründung: geschichtlich, künstlerisch, städtebaulich - Schutzumfang: gesamtes Objekt - Denkmaltyp: Bauliche Anlage, Mehrheit von baulichen Anlagen: Wohn- und Geschäftshäuser Holstenstraße 1-22 | BW                               |
| 15476 Wikidata | Holstenstraße 9 (54° 4′ 20″ N, 9° 59′ 17″ O)              | Wohn- und Geschäftshaus                                       | Wohn- und Geschäftshaus, 1896, Zimmermeister H. Voß, dreigeschossiger Putz- und Klinkerbau unter Kieler Dach mit der Renaissance entlehnter Gestaltung der Fassadendetails - Begründung: geschichtlich, städtebaulich - Schutzumfang: gesamtes Objekt - Denkmaltyp: Bauliche Anlage, Mehrheit von baulichen Anlagen: Wohn- und Geschäftshäuser Holstenstraße 1-22 | BW                               |
| 15490 Wikidata | Holstenstraße 14 (54° 4′ 20″ N, 9° 59′ 19″ O)             | Wohn- und Geschäftshaus                                       | Wohn- und Geschäftshaus, 1894, Magnus Schlichting, dreigeschossiger Backsteinbau unter Kieler Dach mit Putzzierelementen und zentralem Kastenerker - Begründung: geschichtlich, städtebaulich - Schutzumfang: gesamtes Objekt - Denkmaltyp: Bauliche Anlage, Mehrheit von baulichen Anlagen: Wohn- und Geschäftshäuser Holstenstraße 1-22 | BW                               |
| 15468 Wikidata | Holstenstraße 24 (54° 4′ 21″ N, 9° 59′ 23″ O)             | Villa Schlichting                                             | Villa Schlichting, 1896/97, Magnus Schlichting, zweigeschossiger verputzter Backsteinbau auf hohem Kellergeschoss unter Satteldach mit quer der Hausachse liegenden Krüppelwalmdächern und zierreichen Fachwerkgiebeln - Begründung: geschichtlich, städtebaulich - Schutzumfang: gesamtes Objekt - Denkmaltyp: Bauliche Anlage | BW                               |
| 15091 Wikidata | Holstenstraße 35 (54° 4′ 24″ N, 9° 59′ 30″ O)             | Theodor-Litt-Schule: Hauptgebäude                             | Theodor-Litt-Schule, ehem. Höhere Töchterschule, 1896, symmetrisch angelegter zweigeschossiger Backsteinbau unter Satteldach mit giebelbekröntem Mittelrisalit - Begründung: geschichtlich, städtebaulich - Schutzumfang: gesamtes Objekt - Denkmaltyp: Bauliche Anlage, Sachgesamtheit: Theodor-Litt-Schule | BW                               |
| 15484 Wikidata | Holstenstraße 36 (54° 4′ 24″ N, 9° 59′ 31″ O)             | Mietwohnungshaus                                              | Mietwohnungshaus, 1898, Zimmermeister Gustav Jaacks, dreigeschossiger Backsteinbau mit Putzzierelementen in Renaissancedekor unter Kieler Dach - Begründung: geschichtlich, städtebaulich - Schutzumfang: gesamtes Objekt - Denkmaltyp: Bauliche Anlage | BW                               |
| 15485 Wikidata | Holstenstraße 40 (54° 4′ 24″ N, 9° 59′ 32″ O)             | Villa                                                         | Villa, 1896/97, Zimmermeister Rudolf Pries für Schuldirektor Dr. Spangenberg, zweigeschossiger Putzbau unter Pyramidendach mit dem Rokoko entlehntem Dekor - Begründung: geschichtlich, städtebaulich - Schutzumfang: gesamtes Objekt - Denkmaltyp: Bauliche Anlage, Mehrheit von baulichen Anlagen: Wohnhäuser Holstenstraße 40, 42, 44 | BW                               |
| 15371 Wikidata | Holstenstraße 41 (54° 4′ 26″ N, 9° 59′ 34″ O)             | Villa                                                         | Villa, 1922, Otto Lippelt, giebelständiger, eingeschossiger Putzbau unter Mansarddach mit Kastenstanderker und kleinem Säulenportikus - Begründung: geschichtlich, städtebaulich - Schutzumfang: gesamtes Objekt - Denkmaltyp: Bauliche Anlage, Sachgesamtheit: Villengebiet Marienstraße | BW                               |
| 7321 Wikidata  | Holsatenring 71 (54° 3′ 51″ N, 9° 58′ 53″ O)              | Villa                                                         | Alteintragung (Aktualisierung vorgesehen) - Begründung: geschichtlich, künstlerisch - Schutzumfang: gesamtes Objekt - Denkmaltyp: Bauliche Anlage | Fotos hochladen                  |
| 12748 Wikidata | Holsatenring 75 (54° 3′ 53″ N, 9° 58′ 49″ O)              | Villa Köster                                                  | Alteintragung (Aktualisierung vorgesehen) - Begründung: geschichtlich, künstlerisch - Schutzumfang: gesamtes Objekt - Denkmaltyp: Bauliche Anlage | Fotos hochladen                  |
| 13108 Wikidata | Holsatenring 89 (54° 3′ 58″ N, 9° 58′ 39″ O)              | Villa Bartram                                                 | Alteintragung (Aktualisierung vorgesehen) - Begründung: geschichtlich, künstlerisch - Schutzumfang: Villa Bartram, Hofplatz mit Einfriedung - Denkmaltyp: Bauliche Anlage | Fotos hochladen                  |
| 13123 Wikidata | Holsatenring 90 (54° 4′ 2″ N, 9° 58′ 36″ O)               | Villa Thiessen                                                | Alteintragung (Aktualisierung vorgesehen) - Begründung: geschichtlich, städtebaulich - Schutzumfang: gesamtes Objekt - Denkmaltyp: Bauliche Anlage | Fotos hochladen                  |
| 21343 Wikidata | Johannisstraße 2 (54° 4′ 35″ N, 9° 58′ 53″ O)             | Wohn- und Geschäftshaus                                       | Alteintragung (Aktualisierung vorgesehen) - Begründung: Alteintragung (Aktualisierung vorgesehen) - Schutzumfang: Alteintragung (Aktualisierung vorgesehen) - Denkmaltyp: Bauliche Anlage | Fotos hochladen                  |
| 15507 Wikidata | Kieler Straße 71 (54° 4′ 48″ N, 9° 59′ 2″ O)              | Mietwohnungshaus                                              | Mietwohnungshaus; 1896; Zimmermeister Rudolf Pries; dreigeschossiger Bau unter ausgebautem Kieler Dach mit reich gegliederter Putzfassade mit barockisierendem Dekor - Begründung: geschichtlich, städtebaulich - Schutzumfang: gesamtes Objekt - Denkmaltyp: Bauliche Anlage, Mehrheit von baulichen Anlagen: Mietwohnungshäuser Kieler Straße 67-75 | BW                               |
| 15457 Wikidata | Klaus-Groth-Straße 19 (54° 4′ 37″ N, 9° 59′ 41″ O)        | Villa                                                         | Villa; 1912 u. 1914; Rudolf Warringsholz; zweigeschossiger Backsteinbau auf Feldsteinsockel unter Walmdach mit straßenseitigem Dacherker, Fassadengliederung durch rustizierte Backsteinlisenen, an Süd- und Westseite Standerker unter Kupferdächern; Südostecke Veranda von 1914 - Begründung: geschichtlich, städtebaulich - Schutzumfang: gesamtes Objekt - Denkmaltyp: Bauliche Anlage | BW                               |
| 8169 Wikidata  | Kleinflecken 35 (54° 4′ 15″ N, 9° 59′ 0″ O)               | Wohn- und Geschäftshaus                                       | Alteintragung (Aktualisierung vorgesehen) - Begründung: geschichtlich, künstlerisch, städtebaulich - Schutzumfang: gesamtes Objekt - Denkmaltyp: Bauliche Anlage | Fotos hochladen                  |
| 15501 Wikidata | Kleinflecken 37 (54° 4′ 15″ N, 9° 59′ 1″ O)               | Wohn- und Geschäftshaus                                       | Wohn- und Geschäftshaus, um 1870 und 1890, zweigeschossiger, giebelständiger Putzbau unter Krüppelwalmdach mit stumpfwinklig abknickendem Flügel gleicher Gestaltung an der Südostseite - Begründung: geschichtlich, städtebaulich - Schutzumfang: gesamtes Objekt - Denkmaltyp: Bauliche Anlage | BW                               |
| 15503 Wikidata | Kleinflecken 38 (54° 4′ 13″ N, 9° 58′ 59″ O)              | villenartiges Wohnhaus                                        | villenartiges Wohnhaus, 1906/07, H. Rohwer für Wollwarenfabrikant Georg Behr, zweigeschossiger Putzbau unter Krüppelwalmdach mit übergiebeltem Seitenrisalit und Veranda mit Altan - Begründung: geschichtlich, städtebaulich - Schutzumfang: gesamtes Objekt - Denkmaltyp: Bauliche Anlage | BW                               |
| 15504 Wikidata | Kleinflecken (54° 4′ 14″ N, 9° 58′ 59″ O)                 | Trinkhalle und öffentliches WC                                | Trinkhalle und öffentliches WC, 1953, Stadtbauamt Neumünster, eingeschossiger kleiner Backsteinbau mit halbrundem, eingezogenen Vorbau an der südlichen Schmalseite unter weit vorkragendem Flachdach - Begründung: geschichtlich, städtebaulich - Schutzumfang: gesamtes Objekt - Denkmaltyp: Bauliche Anlage | BW                               |
| 3462 Wikidata  | Klosterinsel (54° 4′ 25″ N, 9° 59′ 12″ O)                 | Klosterinsel                                                  | Alteintragung (Aktualisierung vorgesehen) - Begründung: geschichtlich, städtebaulich - Schutzumfang: gesamtes Objekt - Denkmaltyp: Gründenkmal | Fotos hochladen                  |
| 15516 Wikidata | Klosterstraße 2 (54° 4′ 36″ N, 9° 59′ 13″ O)              | Wohn- und Geschäftshaus                                       | Wohn- und Geschäftshaus, 1896/97, Carl Otto Göttsche, dreigeschossiges Eckhaus mit Putzfassade unter Walmdach, überhöhter Eck-Kastenerker, übergiebelte Risalite mit Kastenerkern an den Längsseiten - Begründung: geschichtlich, städtebaulich - Schutzumfang: gesamtes Objekt - Denkmaltyp: Bauliche Anlage, Mehrheit von baulichen Anlagen: Wohn- und Geschäftshäuser Christianstraße 22-32/Klosterstraße 2 | BW                               |
| 9149 Wikidata  | Klosterstraße 10 (54° 4′ 36″ N, 9° 59′ 17″ O)             | Villa                                                         | Villa; 1903; Carl Otto Göttsche; zweigeschossiger kubischer Putzbau unter schiefergedecktem Walmdach; An der Ostseite zurückliegende Eingangsveranda mit Altan - Begründung: geschichtlich, städtebaulich - Schutzumfang: gesamtes Objekt - Denkmaltyp: Bauliche Anlage | BW                               |
| 15509 Wikidata | Klosterstraße 32 (54° 4′ 38″ N, 9° 59′ 25″ O)             | ehem. Schwesternheim                                          | Alteintragung (Aktualisierung vorgesehen) - Begründung: künstlerisch, städtebaulich - Schutzumfang: gesamtes Objekt - Denkmaltyp: Bauliche Anlage | Fotos hochladen                  |
| 9408 Wikidata  | Kuhberg 5 (54° 4′ 35″ N, 9° 58′ 53″ O)                    | Wohn- und Geschäftshaus                                       | Alteintragung (Aktualisierung vorgesehen) - Begründung: - Schutzumfang: Alteintragung (Aktualisierung vorgesehen) - Denkmaltyp: Bauliche Anlage | Fotos hochladen                  |
| 15525 Wikidata | Kuhberg 10 (54° 4′ 32″ N, 9° 58′ 54″ O)                   | Wohn- und Geschäftshaus                                       | Wohn- und Geschäftshaus; 1906; Gustav Bustorf; viergeschossiger Putzbau unter Kieler Dach mit stattlicher Jugendstilfassade - Begründung: geschichtlich, künstlerisch - Schutzumfang: gesamtes Objekt - Denkmaltyp: Bauliche Anlage | BW                               |
| 15526 Wikidata | Kuhberg 36 (54° 4′ 27″ N, 9° 59′ 1″ O)                    | Wohn- und Geschäftshaus                                       | Wohn- und Geschäftshaus; 1912; Ludwig Stapf; dreigeschossiger Putzbau unter ausgebautem Mansarddach, symmetrische Schmuckfassade mit geschossübergreifenden Erkern zwischen ionischen Säulen - Begründung: geschichtlich, künstlerisch, städtebaulich - Schutzumfang: gesamtes Objekt - Denkmaltyp: Bauliche Anlage | BW                               |
| 9021 Wikidata  | Kuhberg 38 (54° 4′ 27″ N, 9° 59′ 2″ O)                    | Commerzbank                                                   | Alteintragung (Aktualisierung vorgesehen) - Begründung: künstlerisch, städtebaulich - Schutzumfang: gesamtes Objekt - Denkmaltyp: Bauliche Anlage | Fotos hochladen                  |
| 15522 Wikidata | Luisenstraße 7 (54° 4′ 40″ N, 9° 58′ 42″ O)               | Villa                                                         | Villa; 1898/99; Zimmermeister Rudolf Pries für Maurermeister Hans Fehrs; zweigeschossiger Putzbau unter Walmdach, Seitenrisalit mit Polygonalerker im Erdgeschoss, Putzzier in zurückhaltendem Barockdekor - Begründung: geschichtlich, städtebaulich - Schutzumfang: gesamtes Objekt - Denkmaltyp: Bauliche Anlage, Mehrheit von baulichen Anlagen: Wohnhäuser Luisenstraße 7-13 | BW                               |
| 15530 Wikidata | Luisenstraße 8 (54° 4′ 40″ N, 9° 58′ 39″ O)               | Einfamilienwohnhaus                                           | Einfamilienwohnhaus; 1892; Bauunternehmen Heckelnburg&Schander für Bankier C.F. Schander; 1900 durch Rudolf Pries um die linken Achsen erweitert; zweigeschossiger Putz und Klinkerbau unter ausgebautem Schieferdach; rechts vom Mittelrisalit verglaste hölzerne Veranda - Begründung: geschichtlich, städtebaulich - Schutzumfang: gesamtes Objekt - Denkmaltyp: Bauliche Anlage, Mehrheit von baulichen Anlagen: Wohnhäuser Luisenstraße 8-10/Augustastraße 2 | BW                               |
| 15353 Wikidata | Luisenstraße 30 (54° 4′ 34″ N, 9° 58′ 28″ O)              | Mietwohnungshaus                                              | Mietwohnungshaus; 1924-1927; Otto Redke/Esselmann und Gerntke; dreigeschossiger Putzbau unter ausgebautem Mansarddach, Fenster in Portale in roter Klinkereinfassung, Gebäudeecke durch halbrunde Fenster und Balkone aufgelöst - Begründung: geschichtlich, künstlerisch, städtebaulich - Schutzumfang: gesamtes Objekt - Denkmaltyp: Bauliche Anlage | BW                               |
| 15540 Wikidata | Lütjenstraße 12 (54° 4′ 16″ N, 9° 59′ 4″ O)               | Wohn- und Geschäftshaus                                       | Wohn- und Geschäftshaus; 1893; Magnus Schlichting; dreigeschossiger Backsteinbau unter Kieler Dach, detailreiche Klinkerfassade mit neoromanischen Elementen - Begründung: geschichtlich, künstlerisch, städtebaulich - Schutzumfang: gesamtes Objekt - Denkmaltyp: Bauliche Anlage | BW                               |
| 15348 Wikidata | Lütjenstraße 14 (54° 4′ 16″ N, 9° 59′ 4″ O)               | Wohn- und Geschäftshaus                                       | Wohn- und Geschäftshaus; 1950; Friedrich Wilhelm Hain sen.; schlichter dreigeschossiger Backsteinbau unter steilem Walmdach mit breitem Altan an der Südostseite - Begründung: geschichtlich, städtebaulich - Schutzumfang: gesamtes Objekt - Denkmaltyp: Bauliche Anlage | BW                               |
| 9150 Wikidata  | Marienstraße 7 (54° 4′ 27″ N, 9° 59′ 33″ O)               | Wohnhaus                                                      | Wohnhaus; 1899/1900, Magnus Schlichting; zweigeschossiger Putzbau mit Backsteinziergliederungen auf geböschtem Sockel unter Mansarddach, Mittelachse betont von Standerker und Fachwerkzwerchgiebel - Begründung: geschichtlich, künstlerisch - Schutzumfang: gesamtes Objekt - Denkmaltyp: Bauliche Anlage, Sachgesamtheit: Villengebiet Marienstraße | Fotos hochladen                  |
| 9700 Wikidata  | Marienstraße 9 (54° 4′ 27″ N, 9° 59′ 32″ O)               | Villa Hasse                                                   | Villa Hasse; 1900/1901, Magnus Schlichting für Major Hasse, zweigeschossiger Putzbau unter ausgebautem Walmdach im Landhausstil, Straßenfassade mit polygonalen Erkertürmchen und zentralem Kastenerker - Begründung: geschichtlich, städtebaulich - Schutzumfang: gesamtes Objekt - Denkmaltyp: Bauliche Anlage, Sachgesamtheit: Villengebiet Marienstraße | BW                               |
| 15545 Wikidata | Marienstraße 10 (54° 4′ 27″ N, 9° 59′ 36″ O)              | Villa Hinselmann/Wolf                                         | Villa Hinselmann/Wolf; 1899 von Magnus Schlichting für Brauereibesitzer Hinselmann; Umbau 1922 von Emil Wittig für Kaufmann Bruno Wolf; zweigeschossiger, kubischer Putzbau unter gaubenbesetztem Mansarddach mit Standerkern und Altanen an West-, Süd- und Ostseite, historische Einfriedung - Begründung: geschichtlich, städtebaulich - Schutzumfang: Villa Hinselmann/Wolf, Einfriedung - Denkmaltyp: Bauliche Anlage, Sachgesamtheit: Villengebiet Marienstraße | BW                               |
| 15492 Wikidata | Marienstraße 11 (54° 4′ 28″ N, 9° 59′ 32″ O)              | Villa von Waldegg                                             | Villa von Waldegg; 1900/02 Zimmermeister Rudolf Pries für Hauptmann Heusinger von Waldegg; eingeschossiger traufenständiger Putzbau unter auskragendem Mansarddach, Straßenfassade mit Mittelrisalit und Sichtfachwerk - Begründung: geschichtlich, städtebaulich - Schutzumfang: gesamtes Objekt - Denkmaltyp: Bauliche Anlage, Sachgesamtheit: Villengebiet Marienstraße | BW                               |
| 7472 Wikidata  | Marienstraße 12 (54° 4′ 28″ N, 9° 59′ 35″ O)              | Villa Springe                                                 | Villa Springe; 1901/02, Architekt Paul Reese für Fabrikant Johannes Springe; zweigeschossiger Putzbau auf hohem Sockel mit Mansarddach, barockisierende Straßenfassade durch Seitenrisalit mit Schweifgiebel betont - Begründung: geschichtlich, künstlerisch - Schutzumfang: gesamtes Objekt - Denkmaltyp: Bauliche Anlage, Sachgesamtheit: Villengebiet Marienstraße | Fotos hochladen                  |
| 10523 Wikidata | Marienstraße 18 (54° 4′ 28″ N, 9° 59′ 33″ O)              | Villa Selck                                                   | Villa Selck; 1905, J. und F. Ahrens für Gustav Selck; stark zergliederter zweigeschossiger Putzbau auf genutetem Sockel unter Walmdach; Front- und Seitenrisalit unter Dreieckgiebel, klassizistische Putzzier; Einfriedung - Begründung: geschichtlich, künstlerisch, städtebaulich - Schutzumfang: Villa Selck, Einfriedung - Denkmaltyp: Bauliche Anlage, Sachgesamtheit: Villengebiet Marienstraße | Fotos hochladen                  |
| 3463 Wikidata  | Marienstraße 22 (54° 4′ 30″ N, 9° 59′ 33″ O)              | Villa Eilers                                                  | Villa Eilers; 1913, Hans Roß für Friedrich Eilers; kubischer zweigeschossiger Backsteinbau unter steilem Walmdach, Straßenfront von Lisenen u. Terrakottareliefs belebt, mittiges barockisierendes Portal; Einfriedung - Begründung: geschichtlich, künstlerisch, städtebaulich - Schutzumfang: Villa Eilers, Einfriedung - Denkmaltyp: Bauliche Anlage, Sachgesamtheit: Villengebiet Marienstraße | Fotos hochladen                  |
| 7471 Wikidata  | Marienstraße 24 (54° 4′ 31″ N, 9° 59′ 34″ O)              | Villa Köster                                                  | Villa Köster; 1904; Hans Roß für Tuchfabrikant Christian Friedrich Köster; zweigeschossiger Putzbau in Jugendstilformen unter ausgebautem Mansarddach, Einfriedung des Vorgartens - Begründung: geschichtlich, künstlerisch, städtebaulich - Schutzumfang: Villa Köster, Einfriedung - Denkmaltyp: Bauliche Anlage, Sachgesamtheit: Villengebiet Marienstraße | BW                               |
| 2181 Wikidata  | Marienstraße 26 (54° 4′ 32″ N, 9° 59′ 34″ O)              | Villa Mylord                                                  | Villa Mylord; 1905/06, Hans Roß für Rechtsanwalt Mylord; zweigeschossiger Putzbau unter ausschwingendem ausgebautem Mansarddach mit zurückhaltendem Dekor, gegliedert durch Risalite, Erker und Anbauten - Begründung: geschichtlich, künstlerisch, städtebaulich - Schutzumfang: gesamtes Objekt - Denkmaltyp: Bauliche Anlage, Sachgesamtheit: Villengebiet Marienstraße | Fotos hochladen                  |
| 7470 Wikidata  | Marienstraße 28 (54° 4′ 33″ N, 9° 59′ 35″ O)              | Villa Behrens                                                 | Villa Behrens; 1908/09, Baugeschäft A. Behrens und Sohn, Entwurf Hans Roß (?); zweigeschossiger Putzbau über geböschtem Sockel unter Mansarddach, Straßenfassade mit Seitenrisalit u. gerundeter Gebäudekante - Begründung: geschichtlich, künstlerisch - Schutzumfang: gesamtes Objekt - Denkmaltyp: Bauliche Anlage, Sachgesamtheit: Villengebiet Marienstraße | Fotos hochladen                  |
| 7469 Wikidata  | Marienstraße 30 (54° 4′ 33″ N, 9° 59′ 34″ O)              | Villa Andresen                                                | Villa Andresen; 1910/11, Baugeschäft A. Behrens und Sohn, Entwurf Hans Roß; giebelständiger zweigeschossiger Putzbau unter nach Norden abgeschlepptem Mansarddach mit Schopf - Begründung: geschichtlich, künstlerisch, städtebaulich - Schutzumfang: gesamtes Objekt - Denkmaltyp: Bauliche Anlage, Sachgesamtheit: Villengebiet Marienstraße | Fotos hochladen                  |
| 15130 Wikidata | Marienstraße 41 (54° 4′ 35″ N, 9° 59′ 33″ O)              | Zweifamilienwohnhaus                                          | Zweifamilienwohnhaus; 1899; Maurermeister A. Behrens; zweigeschossiger Putzbau unter flachem Zeltdach in historistischer Formgebung - Begründung: geschichtlich, städtebaulich - Schutzumfang: gesamtes Objekt - Denkmaltyp: Bauliche Anlage, Sachgesamtheit: Villengebiet Marienstraße | BW                               |
| 10825 Wikidata | Marienstraße u. a. (54° 4′ 30″ N, 9° 59′ 39″ O)           | Selcks Park                                                   | Selcks Park; um 1905, historischer Villengarten mit Teich und Insel umgeben von Rundweg, Wiesenflächen mit Altbaumbestand; Kastanienallee entlang der Schwale - Begründung: geschichtlich, städtebaulich - Schutzumfang: Selcks Park, Kastanienallee entlang der Schwale - Denkmaltyp: Gründenkmal, Sachgesamtheit: Villengebiet Marienstraße | BW                               |
| 15113 Wikidata | Meßtorffweg 8 (54° 4′ 34″ N, 9° 59′ 26″ O)                | ehem. Städtisches Krankenhaus                                 | Alteintragung (Aktualisierung vorgesehen); heute Gesundheitsamt der Stadt Neumünster - Begründung: geschichtlich, künstlerisch - Schutzumfang: gesamtes Objekt - Denkmaltyp: Bauliche Anlage | Fotos hochladen                  |
| 21391 Wikidata | Mittelstraße 5 (54° 4′ 37″ N, 9° 58′ 55″ O)               | Mietwohnungshaus                                              | Mietwohnungshaus; 1895; Zimmermeister J. H. Rohweder; dreigeschossiger Bau unter schiefergedecktem Kieler Dach, auffällige Putzfassade in Gestaltungsformen der Renaissance - Begründung: geschichtlich, künstlerisch - Schutzumfang: gesamtes Objekt - Denkmaltyp: Bauliche Anlage | BW                               |
| 39916 Wikidata | Moltkestraße 4 - 6 (54° 4′ 45″ N, 9° 58′ 35″ O)           | Ansgar-Stift: Haupthaus                                       | Ansgar-Stift: Haupthaus; 1925/26; Ernst Prinz; zweigeschossiger Backsteinbau mit symmetrischer Fassadengestaltung unter ausgebautem Mansarddach mit Gaubenreihe - Begründung: geschichtlich, künstlerisch, städtebaulich - Schutzumfang: Ansgar-Stift: Haupthaus, Einfriedung - Denkmaltyp: Bauliche Anlage, Sachgesamtheit: Ansgar-Stift | BW                               |
| 39917 Wikidata | Moltkestraße 8 (54° 4′ 44″ N, 9° 58′ 36″ O)               | Ansgar-Stift: Pastorat                                        | Ansgar-Stift: ehem. Pastorat; 1922; Ernst Prinz; eingeschossiger Backsteinbau unter ausgebautem Mansarddach mit Zwerchhaus, zentraler Standerker an der Straßenfassade - Begründung: geschichtlich, künstlerisch, städtebaulich - Schutzumfang: gesamtes Objekt - Denkmaltyp: Bauliche Anlage, Sachgesamtheit: Ansgar-Stift | BW                               |
| 15562 Wikidata | Mühlenbrücke 1 (54° 4′ 15″ N, 9° 59′ 4″ O)                | Geschäfts- und Lagerhaus                                      | Geschäfts- und Lagerhaus, 1949-1951, Otto Lippelt, traufenständiger, dreigeschossiger Backsteinbau unter Satteldach mit Fassadenreliefs und Werksteinskulptur - Begründung: geschichtlich, künstlerisch, städtebaulich - Schutzumfang: gesamtes Objekt - Denkmaltyp: Bauliche Anlage | BW                               |
| 8909 Wikidata  | Mühlenbrücke 4 (54° 4′ 15″ N, 9° 59′ 3″ O)                | Wohn- und Geschäftshaus                                       | Wohn und Geschäftshaus, 1881 Magnus Schlichting, 1921 Emil Wittig für Eisenwarenhandlung E. Gnutzmann, dreigeschossiger, traufständiger Backsteinbau unter Flachdach mit jüngerer werksteinverblendeter Ladenzone - Begründung: geschichtlich, künstlerisch, städtebaulich - Schutzumfang: gesamtes Objekt - Denkmaltyp: Bauliche Anlage, Sachgesamtheit: Eisenwarenhandlung August Gnutzmann | BW                               |
| 15564 Wikidata | Mühlenbrücke 8 (54° 4′ 15″ N, 9° 59′ 2″ O)                | Wohn- und Geschäftshaus                                       | Wohn- und Geschäftshaus, 1886, Magnus Schlichting, dreigeschossiger Putzbau unter Walmdach mit dreiviertelrund über alle Geschosse ausgebildetem Eckturm - Begründung: geschichtlich, städtebaulich - Schutzumfang: gesamtes Objekt - Denkmaltyp: Bauliche Anlage | BW                               |
| 3464 Wikidata  | Mühlenbrücke 9 (54° 4′ 14″ N, 9° 59′ 2″ O)                | Fachwerk-Bürgerhaus                                           | Alteintragung (Aktualisierung vorgesehen); Haus Westphalen - Begründung: geschichtlich, städtebaulich - Schutzumfang: Alteintragung (Aktualisierung vorgesehen) - Denkmaltyp: Bauliche Anlage | Fotos hochladen                  |
| 9152 Wikidata  | Mühlenhof 1 (54° 4′ 13″ N, 9° 59′ 0″ O)                   | Wohn- und Geschäftshaus (Mühlenhof 1 und Hinter der Kirche 1) | Wohn- und Geschäftshaus, 1893/95, Zimmermeister J. H. Rohwedder, dreigeschossiges Eckgebäude in Putz- und Backsteinmauerwerk unter ausgebautem Kieler Dach - Begründung: geschichtlich, städtebaulich - Schutzumfang: gesamtes Objekt - Denkmaltyp: Bauliche Anlage, Mehrheit von baulichen Anlagen: Baugruppe Hinter der Kirche 1-7/Mühlenhof 1-3 | BW                               |
| 15565 Wikidata | Mühlenhof 2 - 4 (54° 4′ 12″ N, 9° 58′ 57″ O)              | Wohn- und Geschäftshaus                                       | Wohn- und Geschäftshaus; vom Zimmerermeister J. H. Rohweder für den Fabrikanten Franz Rohwer; 1893 bis 1895; dreigeschossiges Eckhaus mit einhüftigem Satteldach und hakenförmig angesetzten Gebäudeflügeln, Eckerker, geschweifte Zwerchhäuser und polygonal eingezogenen Balkonen, Putzfassade mit historistischer Gliederung - Begründung: geschichtlich, städtebaulich - Schutzumfang: gesamtes Objekt - Denkmaltyp: Bauliche Anlage | BW                               |
| 15566 Wikidata | Mühlenhof 17 (54° 4′ 10″ N, 9° 58′ 56″ O)                 | Zweifamilienwohnhaus                                          | Alteintragung (Aktualisierung vorgesehen) - Begründung: geschichtlich, künstlerisch - Schutzumfang: gesamtes Objekt - Denkmaltyp: Bauliche Anlage | BW                               |
| 13632 Wikidata | Mühlenhof 19 (54° 4′ 9″ N, 9° 58′ 56″ O)                  | Wohnhaus                                                      | Alteintragung (Aktualisierung vorgesehen) - Begründung: geschichtlich, künstlerisch - Schutzumfang: Wohnhaus, Gartenpavillon - Denkmaltyp: Bauliche Anlage | Fotos hochladen                  |
| 15567 Wikidata | Mühlenhof 21 (54° 4′ 9″ N, 9° 58′ 55″ O)                  | Mietwohnungshaus                                              | Alteintragung (Aktualisierung vorgesehen) - Begründung: geschichtlich, künstlerisch - Schutzumfang: gesamtes Objekt - Denkmaltyp: Bauliche Anlage | Fotos hochladen                  |
| 15250 Wikidata | Mühlenhof 22 (54° 4′ 10″ N, 9° 58′ 52″ O)                 | Mühlenhof-Schule                                              | Mühlenhof-Schule; 1893; 1. Mädchenbürgerschule, heute Grundschule; zweigeschossiger Backsteinbau auf geböschtem Sockel unter Walmdach, gleichmäßig gereihte Segmentbogenfenster, 4.-6. Achse übergiebelter Risalit; vier Lindenbäume vor der Gebäudefront. - Begründung: geschichtlich, städtebaulich - Schutzumfang: Mühlenhof-Schule, Lindenreihe - Denkmaltyp: Bauliche Anlage, Sachgesamtheit: Mühlenhof-Schule | Fotos hochladen                  |
| 9458 Wikidata  | Mühlenhof 32 (54° 4′ 6″ N, 9° 58′ 49″ O)                  | Einfamilienhaus                                               | Einfamilienwohnhaus; 1899, Rudolf Pries; zweigeschossiger Putzbau unter flachem Walmdach in Schieferdeckung, Fassade durch Seitenrisalite und Standerker mit Altan gegliedert; Einfriedung - Begründung: geschichtlich, künstlerisch, städtebaulich - Schutzumfang: Einfamilienhaus, Einfriedung - Denkmaltyp: Bauliche Anlage, Sachgesamtheit: Villenviertel Mühlenhof | Fotos hochladen                  |
| 9460 Wikidata  | Mühlenhof 34 (54° 4′ 5″ N, 9° 58′ 49″ O)                  | Einfamilienhaus                                               | Einfamilienhaus; 1897, Rudolf Pries; zweigeschossiger kubischer Putzbau unter flachem auskragendem Walmdach; horizontal betonte Fassade mit Renaissancezierelementen - Begründung: geschichtlich, künstlerisch - Schutzumfang: gesamtes Objekt - Denkmaltyp: Bauliche Anlage, Sachgesamtheit: Villenviertel Mühlenhof | Fotos hochladen                  |
| 809 Wikidata   | Mühlenhof 36 (54° 4′ 5″ N, 9° 58′ 48″ O)                  | Wohnhaus                                                      | Wohnhaus; 1896, Rudolf Pries; eingeschossiger Backsteinbau unter ausgebautem Schopfwalmdach mit Freigespärre, Schnitzwerk und Brantspieß, gotisierende Fassade mit Glasursteinen und Maßwerkblende - Begründung: geschichtlich, künstlerisch - Schutzumfang: gesamtes Objekt - Denkmaltyp: Bauliche Anlage, Sachgesamtheit: Villenviertel Mühlenhof | Fotos hochladen                  |
| 9462 Wikidata  | Mühlenhof 40 (54° 4′ 4″ N, 9° 58′ 47″ O)                  | Villa Kracht                                                  | Villa Kracht; 1911/12, Johannes Voth (Hamburg); eingeschossiger kubischer Putzbau in neubarocker Gestaltung unter Mansarddach, straßenseitiger Risalit unter Schweifgiebel, Barockportal; Einfriedung - Begründung: geschichtlich, künstlerisch - Schutzumfang: Villa Kracht, Eisenzaun - Denkmaltyp: Bauliche Anlage, Sachgesamtheit: Villenviertel Mühlenhof | Fotos hochladen                  |
| 6725 Wikidata  | Mühlenhof 42 (54° 4′ 3″ N, 9° 58′ 46″ O)                  | ehem. Villa Rohwer (Pastorat)                                 | ehem. Villa Rohwer (Pastorat); 1894/95, Magnus Schlichting; zweigeschossiger traufständiger Putzbau, giebelständiger Seitenrisalit mit polygonalem Treppenturm, alle Bauteile unter Schopfwalmdächern - Begründung: geschichtlich, städtebaulich - Schutzumfang: gesamtes Objekt - Denkmaltyp: Bauliche Anlage, Sachgesamtheit: Villenviertel Mühlenhof | Fotos hochladen                  |
| 15568 Wikidata | Mühlenhof 46 (54° 4′ 2″ N, 9° 58′ 45″ O)                  | Einfamilienhaus                                               | Einfamilienhaus; 1959/60; Karl Horenburg; kubisches zweigeschossiges Gebäude mit auskragendem Obergeschoss unter Flachdach in Sichtbeton und Handstrichsteinen; straßenseitige Eiseneinfriedung - Begründung: geschichtlich, künstlerisch, städtebaulich - Schutzumfang: Einfamilienhaus, Einfriedung - Denkmaltyp: Bauliche Anlage, Sachgesamtheit: Villenviertel Mühlenhof | BW                               |
| 9467 Wikidata  | Mühlenhof 49 (54° 4′ 1″ N, 9° 58′ 47″ O)                  | ehem. Kommandeurs-Villa                                       | ehem. Kommandeursvilla; 1898/99, Ernst Hinsch (Hamburg); zweigeschossiger Putzbau unter steilem zergliedertem Walmdach auf Feldsteinsockel, Fassaden durch Erker und Altane sowie Stuckzier belebt - Begründung: geschichtlich, künstlerisch - Schutzumfang: gesamtes Objekt - Denkmaltyp: Bauliche Anlage, Sachgesamtheit: Villenviertel Mühlenhof | Fotos hochladen                  |
| 9468 Wikidata  | Mühlenhof 50 (54° 4′ 1″ N, 9° 58′ 44″ O)                  | Villa Pries                                                   | Villa Pries; 1897, Rudolf Pries; zweigeschossiger Putzbau unter sich durchdringenden Schopfwalmdächern, straßenseitiger übergiebelter Risalit mit Fachwerk und Freigespärre; Einfriedung - Begründung: geschichtlich, künstlerisch - Schutzumfang: gesamtes Objekt - Denkmaltyp: Bauliche Anlage, Sachgesamtheit: Villenviertel Mühlenhof | Fotos hochladen                  |
| 13604 Wikidata | Mühlenhof 50 (54° 4′ 1″ N, 9° 58′ 43″ O)                  | Remise                                                        | Remise; 1897/99, Rudolf Pries; eingeschossiger Putzbau mit Kniestock in Fachwerk unter auskragendem Krüppelwalmdach, die Giebel von Fachwerk belebt - Begründung: geschichtlich, künstlerisch - Schutzumfang: gesamtes Objekt - Denkmaltyp: Bauliche Anlage, Sachgesamtheit: Villenviertel Mühlenhof | BW                               |
| 13605 Wikidata | Mühlenhof 50 (54° 4′ 0″ N, 9° 58′ 45″ O)                  | Garten                                                        | Garten; um 1897/99; parkartig gestaltete Gartenanlage mit altem Baumbestand, Grotte sowie Resten eines Gewächshauses und einem Teepavillonfundament - Begründung: geschichtlich, künstlerisch - Schutzumfang: Garten, Einfriedung, Grotte, Teepavillon-Fundament, ruinöses Gewächshaus - Denkmaltyp: Gründenkmal, Sachgesamtheit: Villenviertel Mühlenhof | BW                               |
| 751 Wikidata   | Mühlenhof 52 (54° 4′ 0″ N, 9° 58′ 43″ O)                  | Villa                                                         | Villa; 1897/98, Rudolf Pries; zweigeschossiger zergliederter Putzbau unter flachem Walmdach, straßenseitiger flacher Risalit mit breitem Standerker, Renaissanceputzzierelemente; straßenseitige Einfriedung - Begründung: geschichtlich, künstlerisch, städtebaulich - Schutzumfang: gesamtes Objekt - Denkmaltyp: Bauliche Anlage, Sachgesamtheit: Villenviertel Mühlenhof | Fotos hochladen                  |
| 30902 Wikidata | Mühlenhof 52 (54° 4′ 0″ N, 9° 58′ 44″ O)                  | Villengarten                                                  | Garten; um 1897/98; ausgedehntes Gartenareal, einst über Brücke mit Grundstücksteil jenseits der Schwale verbunden; an der südwestlichen Grundstücksgrenze Promenade mit Allee - Begründung: geschichtlich, künstlerisch, städtebaulich - Schutzumfang: Villengarten, Promenade zum Tivoli, straßenseitige Einfriedung - Denkmaltyp: Gründenkmal, Sachgesamtheit: Villenviertel Mühlenhof | BW                               |
| 892 Wikidata   | Mühlenhof 54 (54° 3′ 59″ N, 9° 58′ 43″ O)                 | Villa                                                         | Villa; 1900, Architekt Rudolf Pries; traufenständiger zweigeschossiger Putzbau mit schiefergedecktem auskragendem Kurzwalmdach, romantisierend gegliedert durch unsymmetrisch angeordnete Bauteile und Freigespärre in den Giebelzonen - Begründung: geschichtlich, künstlerisch, städtebaulich - Schutzumfang: gesamtes Objekt - Denkmaltyp: Bauliche Anlage, Sachgesamtheit: Villenviertel Mühlenhof | BW                               |
| 8660 Wikidata  | Mühlenhof 59 (54° 3′ 58″ N, 9° 58′ 45″ O)                 | Zweifamilienwohnhaus                                          | Zweifamilienwohnhaus; 1899, Rudolf Pries; zweigeschossiger Putzbau unter Walmdach, Fassade mit vegetabilem Putzierrat und Fachwerkelementen, übergiebelter Seitenrisalit, davor zweigeschossiger Standerker - Begründung: geschichtlich, künstlerisch, städtebaulich - Schutzumfang: gesamtes Objekt - Denkmaltyp: Bauliche Anlage, Sachgesamtheit: Villenviertel Mühlenhof | Fotos hochladen                  |
| 9478 Wikidata  | Mühlenhof 65 (54° 3′ 58″ N, 9° 58′ 44″ O)                 | Einfamilienhaus                                               | Alteintragung (Aktualisierung vorgesehen) - Begründung: - Schutzumfang: Alteintragung (Aktualisierung vorgesehen) - Denkmaltyp: Bauliche Anlage | Fotos hochladen                  |
| 15098 Wikidata | Mühlenhof (54° 4′ 15″ N, 9° 59′ 4″ O)                     | Schwale-Brücke                                                | Alteintragung (Aktualisierung vorgesehen) - Begründung: geschichtlich, städtebaulich - Schutzumfang: gesamtes Objekt - Denkmaltyp: Bauliche Anlage | BW                               |
| 28951 Wikidata | Parkstraße (54° 4′ 30″ N, 9° 59′ 19″ O)                   | Platanenreihe                                                 | Alteintragung (Aktualisierung vorgesehen) - Begründung: geschichtlich, städtebaulich - Schutzumfang: gesamtes Objekt - Denkmaltyp: Gründenkmal | BW                               |
| 15252 Wikidata | Parkstraße 1 (54° 4′ 28″ N, 9° 59′ 25″ O)                 | Klaus-Groth-Schule                                            | Alteintragung (Aktualisierung vorgesehen) - Begründung: geschichtlich, städtebaulich - Schutzumfang: gesamtes Objekt - Denkmaltyp: Bauliche Anlage | weitere Fotos \| Fotos hochladen |
| 3465 Wikidata  | Parkstraße 11 (54° 4′ 27″ N, 9° 59′ 19″ O)                | ehem. Villa Hanssen (Köster)                                  | Alteintragung (Aktualisierung vorgesehen) - Begründung: Alteintragung (Aktualisierung vorgesehen) - Schutzumfang: Alteintragung (Aktualisierung vorgesehen) - Denkmaltyp: Bauliche Anlage | weitere Fotos \| Fotos hochladen |
| 30091 Wikidata | Parkstraße 11 (54° 4′ 27″ N, 9° 59′ 22″ O)                | Skulptur: Sitzendes Mädchen                                   | Alteintragung (Aktualisierung vorgesehen) - Begründung: Alteintragung (Aktualisierung vorgesehen) - Schutzumfang: Alteintragung (Aktualisierung vorgesehen) - Denkmaltyp: Bauliche Anlage | weitere Fotos \| Fotos hochladen |
| 30092 Wikidata | Parkstraße 11 (54° 4′ 28″ N, 9° 59′ 20″ O)                | Brunnen mit Bärenskulptur                                     | Alteintragung (Aktualisierung vorgesehen) - Begründung: - Schutzumfang: Alteintragung (Aktualisierung vorgesehen) - Denkmaltyp: Bauliche Anlage | BW                               |
| 30093 Wikidata | Parkstraße 11 (54° 4′ 25″ N, 9° 59′ 11″ O)                | Skulptur: Pan                                                 | Alteintragung (Aktualisierung vorgesehen) - Begründung: Alteintragung (Aktualisierung vorgesehen) - Schutzumfang: Alteintragung (Aktualisierung vorgesehen) - Denkmaltyp: Bauliche Anlage | Fotos hochladen                  |
| 22744 Wikidata | Parkstraße 11 (54° 4′ 27″ N, 9° 59′ 20″ O)                | Garten der ehem. Villa Hanssen (Köster)                       | Alteintragung (Aktualisierung vorgesehen) - Begründung: geschichtlich, städtebaulich - Schutzumfang: Garten der ehem. Villa Hanssen (Köster), Zufahrtsallee Rosskastanie - Denkmaltyp: Gründenkmal | Fotos hochladen                  |
| 15238 Wikidata | Parkstraße 12 - 18 (54° 4′ 31″ N, 9° 59′ 22″ O)           | Theodor-Litt-Schule                                           | Theodor-Litt-Schule; ehem. Textilfachschule; 1951-1953; Carl Friedrich Fischer, Karl-Heinz Scheuermann und Heinrich Bülk; in der Länge gestaffelte zwei- und dreigeschossige Baukörper in Kalksandstein mit Backsteinverblendung unter einheitlichem Satteldach, schlichte Mauerwerksflächen gegliedert durch die bündigen, annähernd quadratischen Fenster; im Inneren bauzeitliche Ausstattung erhalten - Begründung: geschichtlich, künstlerisch, städtebaulich - Schutzumfang: gesamtes Objekt - Denkmaltyp: Bauliche Anlage, Sachgesamtheit: ehem. Textilfachschule (Theodor Litt-Schule) | BW                               |
| 41745 Wikidata | Parkstraße 12 - 18 (54° 4′ 32″ N, 9° 59′ 23″ O)           | Park der Theodor-Litt-Schule                                  | Park der Theodor-Litt-Schule; um 1953; rechteckige, von zentraler Rasenfläche mit Ziergehölzpflanzungen dominierte Parkanlage, die an den Rändern von geschwungenen Plattenwegen, Bruchsteinmauern und Beeten gesäumt wird; rundes ehem. Brunnenbecken im Südwesten der Anlage - Begründung: geschichtlich, städtebaulich - Schutzumfang: gesamtes Objekt - Denkmaltyp: Gründenkmal, Sachgesamtheit: ehem. Textilfachschule (Theodor Litt-Schule) | BW                               |
| 13945 Wikidata | Parkstraße 20 (54° 4′ 32″ N, 9° 59′ 18″ O)                | ehem. Villa mit Arztpraxis                                    | ehem. Villa mit Arztpraxis; 1932, Friedrich Wilhelm Hain sen. für Dr. Dethleffsen; zweigeschossiger gelber Backsteinbau unter flachen Walmdach im Stil des Neuen Bauens, Straßenfassade durch auffallende Fensteranordnung bestimmt - Begründung: geschichtlich, künstlerisch, städtebaulich - Schutzumfang: gesamtes Objekt - Denkmaltyp: Bauliche Anlage | BW                               |
| 40216 Wikidata | Parkstraße 23 (54° 4′ 30″ N, 9° 59′ 17″ O)                | Wohnhaus Rowedder                                             | Wohnhaus Rowedder; um 1950; eingeschossiger Putzbau unter ausgebautem Walmdach mit Schleppgauben, linksseitigem Risalit mit säulengetragener Eingangslaube; schmiedeeiserne Grundstückseinfriedung - Begründung: geschichtlich, städtebaulich - Schutzumfang: Wohnhaus Rowedder, Grundstückseinfriedung - Denkmaltyp: Bauliche Anlage | BW                               |
| 3466 Wikidata  | Parkstraße 26 (54° 4′ 33″ N, 9° 59′ 13″ O)                | ehem. Ortskrankenkasse                                        | Alteintragung (Aktualisierung vorgesehen) - Begründung: geschichtlich, künstlerisch - Schutzumfang: gesamtes Objekt - Denkmaltyp: Bauliche Anlage | Fotos hochladen                  |
| 15134 Wikidata | Propstenstraße 11 (54° 4′ 3″ N, 9° 59′ 12″ O)             | Mietwohnungshaus                                              | Mietwohnungshaus; 1903; Baugeschäft Rohweder; zweigeschossiger, im Erdgeschoss verputzter, im Obergeschoss verklinkerter Bau unter Kieler Dach mit historisierenden Putzzierelementen und mit von Schweifgiebeln bekrönten Seitenrisaliten - Begründung: geschichtlich, städtebaulich - Schutzumfang: gesamtes Objekt - Denkmaltyp: Bauliche Anlage | BW                               |
| 44027 Wikidata | Rendsburger Straße (54° 6′ 0″ N, 9° 58′ 8″ O)             | Lindenallee                                                   | Lindenallee; ca. 1920-1940 angelegt; einreihige, z.T. zweireihige Allee aus Holländischen Linden und Silberlinden; Bäume der ehem. Chaussee nach Rendsburg - Begründung: geschichtlich, städtebaulich, Kulturlandschaft prägend - Schutzumfang: gesamtes Objekt - Denkmaltyp: Gründenkmal | BW                               |
| 21377 Wikidata | Rendsburger Straße 3 (54° 4′ 39″ N, 9° 58′ 47″ O)         | Wohn- und Geschäftshaus                                       | Alteintragung (Aktualisierung vorgesehen) - Begründung: Alteintragung (Aktualisierung vorgesehen) - Schutzumfang: Alteintragung (Aktualisierung vorgesehen) - Denkmaltyp: Bauliche Anlage | Fotos hochladen                  |
| 21420 Wikidata | Rendsburger Straße 11 (54° 4′ 40″ N, 9° 58′ 45″ O)        | Mietwohnungshaus                                              | Mietwohnungshaus; 1903/04; Baugeschäft A. Behrens für Weinhändler Joh. Riepen; zweigeschossiger historistischer Putzbau unter schiefergedecktem Kieler Dach mit von geschwungenem, reich dekoriertem Zwerchgiebel abgeschlossenem Mittelrisalit - Begründung: geschichtlich, städtebaulich - Schutzumfang: gesamtes Objekt - Denkmaltyp: Bauliche Anlage | BW                               |
| 6414 Wikidata  | Rendsburger Straße (54° 4′ 42″ N, 9° 58′ 46″ O)           | Eisenbahner-Ehrenmal                                          | Alteintragung (Aktualisierung vorgesehen) - Begründung: geschichtlich, künstlerisch - Schutzumfang: gesamtes Objekt - Denkmaltyp: Bauliche Anlage | Fotos hochladen                  |
| 15140 Wikidata | Schützenstraße 34 (54° 4′ 5″ N, 9° 58′ 50″ O)             | Wohnhaus mit Gaststätte                                       | Wohnhaus mit Gaststätte; 1897/98, Rudolf Pries; dreigeschossiges Eckgebäude unter ausgebautem Dach, Putzfassade mit barockisierendem Zierrat, Hauseingang und Zugang zum Lokal als Säulenportale angelegt - Begründung: geschichtlich, städtebaulich - Schutzumfang: gesamtes Objekt - Denkmaltyp: Bauliche Anlage, Mehrheit von baulichen Anlagen: Baugruppe Schützenstraße 31, 33, 34 | BW                               |
| 21451 Wikidata | Schützenstraße 52 (54° 4′ 1″ N, 9° 58′ 56″ O)             | ehem. Tuchfabrik Köster                                       | ehem. Tuchfabrik Köster; 1912/13, Architekt Franz Hammerstein; langgestreckter viergeschossiger Backsteintrakt, genuteter Putzsockel, flaches von Firstbelichtungsband durchbrochenes Walmdach, anschließendes Kontorhaus - Begründung: geschichtlich, künstlerisch, städtebaulich, technisch - Schutzumfang: gesamtes Objekt - Denkmaltyp: Bauliche Anlage | BW                               |
| 3475 Wikidata  | Schützenstraße 60 (54° 3′ 59″ N, 9° 58′ 59″ O)            | Feuerwache                                                    | Feuerwache Schützenstraße; 1928/29 u. 1935–37; Carl Lembke; dreiteilige Backsteingebäudegruppe entlang der Schützenstraße: flachgedeckte Fahrzeughalle zwischen zwei zurückgesetzten zweigeschossigen Häusern mit hohen Treppenhausrisaliten und dahinterliegendem Schlauchturm - Begründung: geschichtlich, künstlerisch, städtebaulich - Schutzumfang: gesamtes Objekt - Denkmaltyp: Bauliche Anlage, Sachgesamtheit: Feuerwache Schützenstraße | Fotos hochladen                  |
| 15141 Wikidata | Sedanstraße 23 (54° 4′ 57″ N, 9° 58′ 39″ O)               | Mietwohnungshaus                                              | Mietwohnungshaus; 1912/13; Emil Wittig; viergeschossiger Putzbau unter ausgebautem Mansarddach in Gestaltung der Reformarchitektur, Mitte der Straßenfassade betont von breitem übergiebeltem Kastenerker in den obersten beiden Geschossen; straßenseitige Einfriedung - Begründung: geschichtlich, städtebaulich - Schutzumfang: Mietwohnungshaus, Einfriedung - Denkmaltyp: Bauliche Anlage | BW                               |
| 15142 Wikidata | Sedanstraße 24 (54° 4′ 56″ N, 9° 58′ 40″ O)               | Mietwohnungshaus                                              | Mietwohnungshaus; 1911; Gottfried Wiese; dreigeschossiger Putzbau unter ausgebautem Mansarddach, symmetrisch gegliederte Fassade, Mittelachse unter Dreiecksgiebel, äußere Achsen mit Polygonalerkern in den Obergeschossen, ganz Außen flachrund vortretende Balkone - Begründung: geschichtlich, städtebaulich - Schutzumfang: gesamtes Objekt - Denkmaltyp: Bauliche Anlage | BW                               |
| 15143 Wikidata | Sedanstraße 25 (54° 4′ 57″ N, 9° 58′ 40″ O)               | Mietwohnungshaus                                              | Mietwohnungshaus; 1912/13; Emil Wittig; viergeschossiger Putzbau unter ausgebautem Mansarddach, Straßenfassade betont von kräftigem Mittelrisalit, Eingangsportal in Form einer Ädikula - Begründung: geschichtlich, städtebaulich - Schutzumfang: gesamtes Objekt - Denkmaltyp: Bauliche Anlage | BW                               |
| 15145 Wikidata | Vicelinstraße 51 (54° 4′ 51″ N, 9° 59′ 9″ O)              | Vicelinschule                                                 | Vicelinschule, ehem. Volksschule für Mädchen und Knaben; 1869, Stadtbaumeister Witt; zweigeschossiger Backsteinbau über 13 Achsen unter Walmdach mit Seitenrisaliten unter Schopfwalmdach, Mittelachse durch Zwerchhaus betont, Fassade durch dunkle Glasurziegel und Maueranker verziert - Begründung: geschichtlich, städtebaulich - Schutzumfang: gesamtes Objekt - Denkmaltyp: Bauliche Anlage | BW                               |
| 3477 Wikidata  | Waschpohl 12 (54° 4′ 10″ N, 9° 59′ 11″ O)                 | Hinselmann-Haus                                               | Alteintragung (Aktualisierung vorgesehen) - Begründung: geschichtlich, künstlerisch - Schutzumfang: gesamtes Objekt - Denkmaltyp: Bauliche Anlage | Fotos hochladen                  |
| 14030 Wikidata | Wilhelmstraße 8 - 16 (54° 4′ 21″ N, 9° 58′ 30″ O)         | Johann-Hinrich-Fehrs-Schule                                   | Johann-Hinrich-Fehrs-Schule, ehem. Volksschule für Knaben und Mädchen; 1901; zweigeschossiger Backsteinbau unter Satteldach, Straßenfront strukturiert durch zwei von Krüppelwalmdächern abgeschlossene dreigeschossige Risalite mit portalmäßig gefassten Eingängen; im Hof gleichzeitige Turnhalle in übereinstimmender Gliederung - Begründung: geschichtlich, städtebaulich - Schutzumfang: Johann-Hinrich-Fehrs-Schule, Turnhalle - Denkmaltyp: Bauliche Anlage | BW                               |
| 21504 Wikidata | Wilhelmstraße 15 a-b (54° 4′ 21″ N, 9° 58′ 28″ O)         | Vorderhaus                                                    | Vorderhaus; 1911/12, Architekt Gottfried Wiese; breit gelagertes Wohnhaus in Backstein mit Putzgliederung, viergeschossig unter Mansarddach in barockisierenden Formen des Heimatstils, kräftige Seitenrisalite und zurückliegender Mitteltrakt mit Durchfahrt zitieren Ehrenhofmotiv - Begründung: geschichtlich, künstlerisch, städtebaulich - Schutzumfang: Vorderhaus, zwei Hofgebäude - Denkmaltyp: Bauliche Anlage, Sachgesamtheit: Wohnanlage Wilhelmstraße 15 a-c | BW                               |
| 21516 Wikidata | Wittorfer Straße 39 (54° 4′ 1″ N, 9° 59′ 7″ O)            | Arbeitsamt                                                    | Arbeitsamt; 1937-1939; Hans Wagner; dreigeschossiger Backsteinbau unter Walmdach in schlichter Ausführung, Fenster im Erdgeschoss von Werksteineinfassungen zu einem Band zusammengefasst - Begründung: geschichtlich, städtebaulich - Schutzumfang: gesamtes Objekt - Denkmaltyp: Bauliche Anlage | BW                               |

### Böcklersiedlung-Bugenhagen
| Objekt-ID      | Lage                                                      | Offizielle Bezeichnung                                  | Beschreibung | Bild                             |
| -------------- | --------------------------------------------------------- | ------------------------------------------------------- | --- | -------------------------------- |
| 15528 Wikidata | Färberstraße 24 (54° 4′ 37″ N, 9° 58′ 33″ O)              | Wohn- und Geschäftshaus                                 | Wohn- und Geschäftshaus; 1924; August Silbertoff für Tuchgroßhändler Hans Kähler; zweigeschossiger Backsteinbau unter teilweise ausgebautem Walmdach in barockisierendem Heimatschutzstil mit Volutengiebeln und Runderkern - Begründung: geschichtlich, städtebaulich - Schutzumfang: gesamtes Objekt - Denkmaltyp: Bauliche Anlage | BW                               |
| 3444 Wikidata  | Färberstraße 25 (54° 4′ 36″ N, 9° 58′ 31″ O)              | Wilhelm-Tanck-Schule                                    | Alteintragung (Aktualisierung vorgesehen) - Begründung: geschichtlich, künstlerisch - Schutzumfang: gesamtes Objekt - Denkmaltyp: Bauliche Anlage | Fotos hochladen                  |
| 15349 Wikidata | Färberstraße 32 (54° 4′ 39″ N, 9° 58′ 29″ O)              | Mietwohnungshaus                                        | Mietwohnungshaus; 1926; Emil Wittig; dreigeschossiges Backstein Eckgebäude unter ausgebautem, gaubenbesetztem Mansarddach, Fassadengliederung durch gleichmäßig gereihte Fenster und Ziegeldekor - Begründung: geschichtlich, städtebaulich - Schutzumfang: gesamtes Objekt - Denkmaltyp: Bauliche Anlage | BW                               |
| 15539 Wikidata | Färberstraße 35 (54° 4′ 40″ N, 9° 58′ 27″ O)              | Mietwohnungshaus                                        | Mietwohnungshaus; 1911/12; Maurermeister H. Banser; viergeschossiger Backsteinbau unter Kieler Dach, symmetrische Straßenfassade mit barockisierenden Details in der Formgebung der Heimatschutzarchitektur - Begründung: geschichtlich, städtebaulich - Schutzumfang: Mietwohnungshaus, Vorgartenzaun - Denkmaltyp: Bauliche Anlage | BW                               |
| 15373 Wikidata | Färberstraße 47 (54° 4′ 41″ N, 9° 58′ 24″ O)              | Villa Fehrs                                             | Villa Fehrs; 1908, Maurermeister Hans Fehrs; eingeschossiger Rauputzbau unter ausgebautem Mansarddach in Biberschwanzdeckung; an der Straßenfront übergiebelter Seitenrisalit mit flachrundem Standerker mit Altan - Begründung: geschichtlich, städtebaulich - Schutzumfang: gesamtes Objekt - Denkmaltyp: Bauliche Anlage, Mehrheit von baulichen Anlagen: Heimatschutzvillen Färberstraße 45-61 | BW                               |
| 13451 Wikidata | Färberstraße 51 (54° 4′ 42″ N, 9° 58′ 21″ O)              | Villa Silbertoff                                        | Villa Silbertoff; 1927, August Silbertoff; zweigeschossiger Backsteinbau unter ausgebautem Walmdach, Straßenfront mit Mitteleingang, linkes Obergeschoss halbrunder Erker, Vorgarteneinfriedung - Begründung: geschichtlich, künstlerisch - Schutzumfang: Villa Silbertoff, Einfriedung - Denkmaltyp: Bauliche Anlage, Mehrheit von baulichen Anlagen: Heimatschutzvillen Färberstraße 45-61 | BW                               |
| 29661 Wikidata | Färberstraße (54° 4′ 51″ N, 9° 58′ 7″ O)                  | Kastanien-Linden-Allee                                  | Alteintragung (Aktualisierung vorgesehen) - Begründung: geschichtlich, städtebaulich - Schutzumfang: gesamtes Objekt - Denkmaltyp: Gründenkmal | BW                               |
| 3452 Wikidata  | Goebenstraße 10 (54° 4′ 33″ N, 9° 58′ 17″ O)              | ehem. Lehrlingsheim                                     | Alteintragung (Aktualisierung vorgesehen) - Begründung: Alteintragung (Aktualisierung vorgesehen) - Schutzumfang: Alteintragung (Aktualisierung vorgesehen) - Denkmaltyp: Bauliche Anlage | BW                               |
| 15402 Wikidata | Goebenstraße 20 (54° 4′ 34″ N, 9° 58′ 8″ O)               | Bürgerstift                                             | Bürgerstift; 1928, Emil Wittig für den Bürgerverein Neumünster; zweigeschossiger backsteinverblendeter Kalksandsteinbau im ausklingenden Heimatstil mit kurzen Hofflügeln unter ausgebautem, gaubenbesetztem Walmdach, mittiges in Werkstein ausgeführtes Säulenportal - Begründung: geschichtlich, künstlerisch, städtebaulich - Schutzumfang: gesamtes Objekt - Denkmaltyp: Bauliche Anlage | BW                               |
| 15401 Wikidata | Goebenstraße 43 (54° 4′ 34″ N, 9° 58′ 3″ O)               | Mietwohnungshaus Goebenstraße 43 und Beethovenstraße 20 | Mietwohnungshaus, 1928, Emil Wittig, zwei winkelig zueinander gestellte zweigeschossige Backsteinbauten unter ausgebauten Walmdächern - Begründung: geschichtlich, städtebaulich - Schutzumfang: gesamtes Objekt - Denkmaltyp: Bauliche Anlage, Mehrheit von baulichen Anlagen: Wohnbebauung Goebenstraße, Beethovenstraße 13697 | BW                               |
| 15446 Wikidata | Hansaring 21 (54° 4′ 13″ N, 9° 58′ 24″ O)                 | Wohn- und Geschäftshaus                                 | Wohn- und Geschäftshaus; 1913; Ludwig Sievers; dreigeschossiger Backsteinbau unter ausgebautem Mansarddach, in der Mitte breiter Kastenerker mit Altan vor in der Dachzone aufragendem Zwerchgiebel - Begründung: geschichtlich, städtebaulich - Schutzumfang: gesamtes Objekt - Denkmaltyp: Bauliche Anlage | BW                               |
| 15119 Wikidata | Hansaring 28 (54° 4′ 14″ N, 9° 58′ 25″ O)                 | Wohnhaus                                                | Wohnhaus; 1936; Emil Wittig; dreigeschossiger Backsteinbau über Terrakottasockel unter nach Süden abgewalmtem Satteldach, Fassade durch seitliche Polygonalerker gegliedert, portalmäßig gestalteter Eingang unter betonter Treppenhausfensterachse - Begründung: geschichtlich, städtebaulich - Schutzumfang: gesamtes Objekt - Denkmaltyp: Bauliche Anlage | BW                               |
| 3456 Wikidata  | Hansaring 36 (54° 4′ 17″ N, 9° 58′ 24″ O)                 | Hansahaus                                               | Hansahaus; 1925-1928/29, August Silbertoff; Versammlungshaus des Vereins Arbeiterbund, zweigeschossiger Backsteinbau unter geschweiftem Walmdach, im Mittelteil konvex ausschwingende Fassade durch kolossale expressionistische Wandpfeiler und Attika gegliedert. Beidseitig anschließende Torbogendurchfahrten - Begründung: geschichtlich, künstlerisch, städtebaulich - Schutzumfang: gesamtes Objekt - Denkmaltyp: Bauliche Anlage, Mehrheit von baulichen Anlagen: Siedlung Verein Arbeiterbund | BW                               |
| 8921 Wikidata  | Hansaring 122 (54° 4′ 33″ N, 9° 57′ 57″ O)                | ehem. Bauleitungsgebäude                                | ehem. Bauleitungsgebäude, verm. 1930er, für ehem. Militärflugplatz, eingeschossiger Winkelbau in Backstein unter ausgebautem Satteldach mit Gauben, schlichte Fronten mit gleichmäßiger Fensterreihung - Begründung: geschichtlich, städtebaulich - Schutzumfang: gesamtes Objekt - Denkmaltyp: Bauliche Anlage | BW                               |
| 15175 Wikidata | Hansaring 146 (54° 4′ 38″ N, 9° 57′ 46″ O)                | Bugenhagenkirche mit Ausstattung                        | Alteintragung (Aktualisierung vorgesehen) - Begründung: geschichtlich, künstlerisch, städtebaulich - Schutzumfang: Bugenhagenkirche mit Ausstattung, Glockenturm - Denkmaltyp: Bauliche Anlage | weitere Fotos \| Fotos hochladen |
| 15094 Wikidata | Hansaring, Warmsdorfer Straße (54° 4′ 9″ N, 9° 58′ 26″ O) | Wohnblock Hansaring 3-5/Warmsdorfer Straße 4            | Wohnblock; 1928/29; August Silbertoff; dreigeschossiger, u förmiger Backsteinbau unter umlaufendem Satteldach, Hauptfassade leicht konkav geschwungen und durch im Dreieck vorstoßende zweigeschossige Standerker gegliedert - Begründung: geschichtlich, städtebaulich - Schutzumfang: gesamtes Objekt - Denkmaltyp: Bauliche Anlage | BW                               |
| 3455 Wikidata  | Hansaring, Werderstraße (54° 4′ 19″ N, 9° 58′ 19″ O)      | Wohnblock Hansaring 35-47/Werderstraße 37-39            | Wohnblock; 1929/30; Carl Lembke; leicht geschwungene dreigeschossige Zeilenbebauung in Klinker unter Walmdach, hervorgehobene Eckbebauung durch überhöhte, sich durchdringende Flachdachkuben - Begründung: geschichtlich, städtebaulich - Schutzumfang: gesamtes Äußeres - Denkmaltyp: Bauliche Anlage | BW                               |
| 3457 Wikidata  | Hansaring, Werderstraße (54° 4′ 21″ N, 9° 58′ 20″ O)      | Wohnblock Hansaring 38-50/Werderstraße 29-35            | Wohnblock; 1924-1928 und 1949; August Silbertoff und Erich Marquardsen; viergeschossige Blockrandbebauung, Backsteinbau im Stil der Heimatschutzarchitektur unter Walmdach, die Endhäuser als Kopfbauten unter ausgebauten Mansarddächern, Fassade durch Rustizierungen und Lisenen belebt, Ecke zur Werderstraße durch abgerundete Eckausbildung, breiten Erker und Giebel architektonisch hervorgehoben; u-förmiges Hofgebäude - Begründung: geschichtlich, künstlerisch, städtebaulich - Schutzumfang: Wohnblock Hansaring 38-50/Werderstraße 29-35, Hofgebäude - Denkmaltyp: Bauliche Anlage, Mehrheit von baulichen Anlagen: Siedlung Verein Arbeiterbund | BW                               |
| 19964 Wikidata | Memellandstraße 15 (54° 4′ 19″ N, 9° 57′ 35″ O)           | ehem. Pilotenwohnheim                                   | ehem. Pilotenwohnheim; 1935; eingeschossiger Backsteinbau mit kurzen Seitenflügeln unter ausgebautem Walmdach, das von einem durchlaufenden Gaubenband durchbrochen ist. Haupteingang in Form eines Säulenportals - Begründung: geschichtlich, städtebaulich - Schutzumfang: gesamtes Objekt - Denkmaltyp: Bauliche Anlage | BW                               |
| 21431 Wikidata | Roonstraße 10 (54° 4′ 46″ N, 9° 58′ 31″ O)                | Mietwohnungshaus                                        | Mietwohnungshaus; 1904, Hans Fehrs; dreigeschossiger Putzbau unter ausgebautem Mansarddach mit Schopf auf hohem Sockel, linker Hausteil flügelartig vorspringend und um ein Geschoss erhöht, Fassade in Jugendstilornamentik - Begründung: geschichtlich, künstlerisch, städtebaulich - Schutzumfang: gesamtes Objekt - Denkmaltyp: Bauliche Anlage | BW                               |
| 13326 Wikidata | Roonstraße 39 (54° 4′ 37″ N, 9° 58′ 21″ O)                | Zwei-Familien-Wohnhaus                                  | Zwei-Familien-Wohnhaus; 1928, Johann Garleff; zweigeschossiges Backsteingebäude unter teilweise ausgebautem Satteldach, an den Giebelseiten hochgezogenen Schildwände mit gestuften Schlussgesims und Dreieckgiebel - Begründung: geschichtlich, künstlerisch, städtebaulich - Schutzumfang: gesamtes Objekt - Denkmaltyp: Bauliche Anlage | BW                               |
| 3472 Wikidata  | Roonstraße 42 (54° 4′ 37″ N, 9° 58′ 19″ O)                | Helene-Lange-Schule                                     | Helene-Lange-Schule; 1914, Paul Reese; zweigeschossiger Backsteinbau der Heimatschutzarchitektur unter Walmdach, Eingangsrisalit mit kleiner Vorhalle; Außenanlagen mit Einfriedungen und Lindenreihen - Begründung: geschichtlich, künstlerisch, städtebaulich - Schutzumfang: Helene-Lange-Schule, Außenraum, Zaun, Backsteinmauer, Lindenreihe - Denkmaltyp: Bauliche Anlage | Fotos hochladen                  |
| 21433 Wikidata | Roonstraße 57 (54° 4′ 33″ N, 9° 58′ 16″ O)                | ehem. Lehrlingsheim                                     | Alteintragung (Aktualisierung vorgesehen) - Begründung: Alteintragung (Aktualisierung vorgesehen) - Schutzumfang: Alteintragung (Aktualisierung vorgesehen) - Denkmaltyp: Bauliche Anlage | BW                               |
| 3473 Wikidata  | Roonstraße 89 (54° 4′ 24″ N, 9° 58′ 5″ O)                 | Vicelinstift                                            | Alteintragung (Aktualisierung vorgesehen) - Begründung: Alteintragung (Aktualisierung vorgesehen) - Schutzumfang: Alteintragung (Aktualisierung vorgesehen) - Denkmaltyp: Bauliche Anlage | Fotos hochladen                  |
| 3474 Wikidata  | Roonstraße 90 (54° 4′ 26″ N, 9° 58′ 1″ O)                 | Berufsschule (Walter-Lehmkuhl-Schule)                   | Alteintragung (Aktualisierung vorgesehen) - Begründung: geschichtlich, künstlerisch - Schutzumfang: Berufsschule (Walter-Lehmkuhl-Schule), Trafostation - Denkmaltyp: Bauliche Anlage | weitere Fotos \| Fotos hochladen |
| 21484 Wikidata | Warmsdorfstraße 14 (54° 4′ 10″ N, 9° 58′ 21″ O)           | Einfamilienhaus                                         | Einfamilienhaus; 1905/06, Gottfried Wiese; zweigeschossiger traufenständiger Backsteinbau unter auskragendem Schopfwalmdach, Straßenfassade mit übergiebeltem Seitenrisalit, Fenster in dekorativen Putzrahmungen - Begründung: geschichtlich, städtebaulich - Schutzumfang: gesamtes Objekt - Denkmaltyp: Bauliche Anlage | BW                               |
| 15150 Wikidata | Warmsdorfstraße 21 (54° 4′ 10″ N, 9° 58′ 18″ O)           | Wohn- und Geschäftshaus                                 | Wohn- und Geschäftshaus; 1925, August Silbertoff für den Allgemeinen Bau- und Sparverein für Neumünster und Umgebung; viergeschossiger Backsteinbau unter Walmdach in winkliger Anlage, Straßenfronten aufgelockert durch breite, an den Kanten rustizierte Erker in den Obergeschossen, an der Schwalbenstraße zweigeschossiger ehem. Bürobau - Begründung: geschichtlich, städtebaulich - Schutzumfang: gesamtes Objekt - Denkmaltyp: Bauliche Anlage | BW                               |
| 21485 Wikidata | Warmsdorfstraße 23 - 29 (54° 4′ 11″ N, 9° 58′ 15″ O)      | Mietwohnungsblock                                       | Mietwohnungsblock; 1929, August Silbertoff für den Allgemeinen Bau- und Sparverein Neumünster; dreigeschossiger Mietwohnungsblock unter Walmdach, schlichte Backsteinfront durch einspringende überhöhte Eingangsachsen mit ornamentalem Ziegelversatz um die Eingänge gegliedert, Trauflinie durch mehrreihiges Zahnfries betont, Hausteil am Vogelsang zurückspringend und durch Stegrustika verziert - Begründung: geschichtlich, städtebaulich - Schutzumfang: gesamtes Äußeres - Denkmaltyp: Bauliche Anlage | BW                               |

### Brachenfeld-Ruthenberg
| Objekt-ID      | Lage                                               | Offizielle Bezeichnung                                                 | Beschreibung | Bild            |
| -------------- | -------------------------------------------------- | ---------------------------------------------------------------------- | --- | --------------- |
| 3445 Wikidata  | Feldstraße 20 (54° 4′ 22″ N, 9° 59′ 50″ O)         | Mietwohnungshaus                                                       | Mietwohnungshaus; 1927/28, Stadtbaurat Carl Lembke; dreigeschossiger Backsteinbau unter vorkragendem Walmdach, gegliedert durch schmalen überhöhten Standerker, vorgezogene rechteckige Türrahmungen aus Kunststein mit darüber aufsteigenden Treppenhaus-Fensterbändern, Stegrustikazonen - Begründung: geschichtlich, künstlerisch, städtebaulich - Schutzumfang: gesamtes Objekt - Denkmaltyp: Bauliche Anlage, Mehrheit von baulichen Anlagen: Siedlungsgebiet westliche Feldstraße | Fotos hochladen |
| 3446 Wikidata  | Feldstraße 24 (54° 4′ 21″ N, 9° 59′ 50″ O)         | Mietwohnungshaus                                                       | Mietwohnungshaus; 1927/28, Stadtbaurat Carl Lembke; dreigeschossiger Backsteinbau unter vorkragendem Walmdach, gegliedert durch schmalen überhöhten Standerker, vorgezogene rechteckige Türrahmungen aus Kunststein mit darüber aufsteigenden Treppenhaus-Fensterbändern, Stegrustikazonen - Begründung: geschichtlich, künstlerisch, städtebaulich - Schutzumfang: gesamtes Objekt - Denkmaltyp: Bauliche Anlage, Mehrheit von baulichen Anlagen: Siedlungsgebiet westliche Feldstraße | Fotos hochladen |
| 3447 Wikidata  | Feldstraße 30 - 38 (54° 4′ 20″ N, 9° 59′ 51″ O)    | Mietwohnungshauszeile                                                  | Mietwohnungshauszeile; 1927/28, Stadtbaurat Carl Lembke; dreigeschossiger Backsteinzeilenbau unter vorkragendem Walmdach, gegliedert durch schmalen überhöhten Standerker, vorgezogene rechteckige Türrahmungen aus Kunststein mit darüber aufsteigenden Treppenhaus-Fensterbändern, Stegrustikazonen - Begründung: geschichtlich, künstlerisch, städtebaulich - Schutzumfang: gesamtes Objekt - Denkmaltyp: Bauliche Anlage, Mehrheit von baulichen Anlagen: Siedlungsgebiet westliche Feldstraße | Fotos hochladen |
| 3448 Wikidata  | Feldstraße 31 (54° 4′ 20″ N, 9° 59′ 53″ O)         | Wohn- und Geschäftshaus                                                | Alteintragung (Aktualisierung vorgesehen) - Begründung: - Schutzumfang: Alteintragung (Aktualisierung vorgesehen) - Denkmaltyp: Bauliche Anlage | Fotos hochladen |
| 3449 Wikidata  | Feldstraße 33 - 55 (54° 4′ 20″ N, 9° 59′ 53″ O)    | Mietwohnungshauszeile                                                  | Alteintragung (Aktualisierung vorgesehen) - Begründung: - Schutzumfang: Alteintragung (Aktualisierung vorgesehen) - Denkmaltyp: Bauliche Anlage | Fotos hochladen |
| 9347 Wikidata  | Feldstraße 40 - 48 (54° 4′ 17″ N, 9° 59′ 54″ O)    | Mietwohnungshauszeile                                                  | Mietwohnungshauszeile; 1927/28, Stadtbaurat Carl Lembke; dreigeschossiger Backsteinzeilenbau unter vorkragendem Walmdach, gegliedert durch schmale überhöhte Standerker, vorgezogene rechteckige Türrahmungen aus Kunststein mit darüber aufsteigenden Treppenhaus-Fensterbändern, Stegrustikazonen - Begründung: geschichtlich, künstlerisch, städtebaulich - Schutzumfang: gesamtes Objekt - Denkmaltyp: Bauliche Anlage, Mehrheit von baulichen Anlagen: Siedlungsgebiet westliche Feldstraße | Fotos hochladen |
| 3450 Wikidata  | Feldstraße 50 - 56 (54° 4′ 14″ N, 9° 59′ 56″ O)    | Mietwohnungshauszeile Feldstraße 50-56, Plöner Straße 77-83            | Mietwohnungshauszeile; 1927/28, Stadtbaurat Carl Lembke; u förmiger dreigeschossiger Backsteinzeilenbau unter vorkragendem Walmdach, gegliedert durch schmalen überhöhten Standerker, vorgezogene rechteckige Türrahmungen aus Kunststein mit darüber aufsteigenden Treppenhaus-Fensterbändern, Stegrustikazonen - Begründung: geschichtlich, künstlerisch, städtebaulich - Schutzumfang: gesamtes Objekt - Denkmaltyp: Bauliche Anlage, Mehrheit von baulichen Anlagen: Siedlungsgebiet westliche Feldstraße | Fotos hochladen |
| 9348 Wikidata  | Feldstraße 57 - 63 (54° 4′ 14″ N, 9° 59′ 57″ O)    | Mietwohnungshauszeile                                                  | Alteintragung (Aktualisierung vorgesehen) - Begründung: - Schutzumfang: Alteintragung (Aktualisierung vorgesehen) - Denkmaltyp: Bauliche Anlage | Fotos hochladen |
| 13697 Wikidata | 24 - 28 (54° 4′ 52″ N, 9° 59′ 32″ O)               | Pförtnerpavillon                                                       | Alteintragung (Aktualisierung vorgesehen) - Begründung: - Schutzumfang: Alteintragung (Aktualisierung vorgesehen) - Denkmaltyp: Bauliche Anlage | Fotos hochladen |
| 10405 Wikidata | Hauptstraße 15 (54° 4′ 33″ N, 10° 0′ 6″ O)         | Fabrikantenvilla                                                       | Fabrikantenvilla; 1895, Architekt Ernst Hinsch; zweigeschossiger, kubischer Putzbau unter flachem, schiefergedeckten Zeltdach, Fassadengestaltung in Formen der Neorenaissance, Südwestecke mit eingestelltem Altan, übergiebeltes Portal an der Ostseite - Begründung: geschichtlich, künstlerisch, städtebaulich - Schutzumfang: gesamtes Objekt - Denkmaltyp: Bauliche Anlage, Sachgesamtheit: Fabrikantenvilla Hauptstraße 15 | Fotos hochladen |
| 10407 Wikidata | Hauptstraße 17 (54° 4′ 33″ N, 10° 0′ 8″ O)         | Fabrikantenvilla                                                       | Fabrikantenvilla; 1895, Architekt Ernst Hinsch; zweigeschossiger, kubischer Putzbau unter flachem, schiefergedeckten Zeltdach, Fassadengestaltung in Formen der Neorenaissance, Südwestecke mit eingestelltem Altan, polygonaler Standerker, übergiebeltes Portal an der Ostseite - Begründung: geschichtlich, künstlerisch, städtebaulich - Schutzumfang: gesamtes Objekt - Denkmaltyp: Bauliche Anlage, Sachgesamtheit: Fabrikantenvilla Hauptstraße 17 | Fotos hochladen |
| 13695 Wikidata | Hauptstraße 77 (54° 4′ 40″ N, 10° 0′ 34″ O)        | Fachhallenhaus                                                         | Alteintragung (Aktualisierung vorgesehen) - Begründung: geschichtlich, städtebaulich - Schutzumfang: gesamtes Objekt - Denkmaltyp: Bauliche Anlage | Fotos hochladen |
| 15154 Wikidata | Hauptstraße 86 (54° 4′ 41″ N, 10° 0′ 40″ O)        | ehem. Hof Rixen                                                        | ehem. Hof Rixen; 1924, Friedrich Wilhelm Hain sen./Gustav Hartz; Backsteinkomplex im Heimatstil, zusammengesetzt aus zwei parallel gestellten, durch straßenseitigen Querbau miteinander verbundenen giebelständigen Wirtschaftsgebäuden unter hohen Bohlendächern und einem diesen nach Westen traufenständig an der Straße angefügten, eingeschossigen Wohnteil; vor dem Wirtschaftsteil Feldsteinhofpflasterung - Begründung: geschichtlich, künstlerisch, städtebaulich - Schutzumfang: ehem. Hof Rixen, Hofpflasterung - Denkmaltyp: Bauliche Anlage | BW              |
| 5280 Wikidata  | Hauptstraße 87 (54° 4′ 42″ N, 10° 0′ 39″ O)        | Fachhallenhaus                                                         | Alteintragung (Aktualisierung vorgesehen) - Begründung: geschichtlich, städtebaulich - Schutzumfang: gesamtes Objekt - Denkmaltyp: Bauliche Anlage | Fotos hochladen |
| 44298 Wikidata | Hauptstraße (54° 4′ 36″ N, 10° 0′ 22″ O)           | Ehrenmalanlage für die Gefallenen des Ersten Weltkrieges               | Ehrenmalanlage Erster Weltkrieg; 1921; Terrassenanlage mit fünf Pfeilern aus Bruchsteinmauerwerk, drei Inschriftenpfleiler, zwei flankierende Säuleneichen-Pflanzungen - Begründung: geschichtlich, städtebaulich - Schutzumfang: Ehrenmalanlage für die Gefallenen des Ersten Weltkrieges, Terrassenanlage, Säuleneichen - Denkmaltyp: Bauliche Anlage | Fotos hochladen |
| 15830 Wikidata | Hebbelstraße 21 (54° 4′ 38″ N, 9° 59′ 48″ O)       | Villa                                                                  | Villa; 1914; Emil Wittig für Rektor Detlef Breiholz; eingeschossiger Backsteinbau unter steilem ausgebautem Walmdach, Straßenfront mit barockisierendem Doppelsäulenportal und Zwerchhaus mit Dreiecksgiebel - Begründung: geschichtlich, künstlerisch, städtebaulich - Schutzumfang: gesamtes Objekt - Denkmaltyp: Bauliche Anlage | Fotos hochladen |
| 15240 Wikidata | Hebbelstraße 24 (54° 4′ 38″ N, 9° 59′ 48″ O)       | Villa                                                                  | Villa; 1914; Emil Wittig; eingeschossiger giebelständiger Backsteinbau unter ausgebautem Satteldach, Straßenfassade mit zwei polygonalen Fenstererkern unter geschweiften Kupferabdeckungen - Begründung: geschichtlich, städtebaulich - Schutzumfang: gesamtes Objekt - Denkmaltyp: Bauliche Anlage | Fotos hochladen |
| 15460 Wikidata | Hebbelstraße 27 (54° 4′ 36″ N, 9° 59′ 50″ O)       | Villa                                                                  | Villa; 1936/37; Fritz Hain; eingeschossiger, giebelständiger Backsteinbau mit steilem Dreieckgiebel unter ausgebautem Satteldach, Straßenfassade mit friesartigen Ziegelmustern und stichbogigem Eingang - Begründung: geschichtlich, städtebaulich - Schutzumfang: gesamtes Objekt - Denkmaltyp: Bauliche Anlage | Fotos hochladen |
| 15462 Wikidata | Hebbelstraße 30 (54° 4′ 36″ N, 9° 59′ 49″ O)       | „Landhaus Köster“                                                      | ͣLandhaus Köster͖͞ ϭϵϯϴͬϯϵ u. 1949/50; Otto Lippelt für Fabrikdirektor Hans Köster; zweigeschossiger Backsteinbau unter ausgebautem Walmdach, an der Südseite Erker mit Werksteindetails, an der Westseite auf Rundbogenportal zuführende Freistufen, Grundstückseinfriedung aus Backstein - Begründung: geschichtlich, städtebaulich - Schutzumfang: „Landhaus Köster“, Einfriedungsmauer - Denkmaltyp: Bauliche Anlage | Fotos hochladen |
| 13255 Wikidata | Klosterstraße 55 (54° 4′ 43″ N, 9° 59′ 36″ O)      | Villa                                                                  | Alteintragung (Aktualisierung vorgesehen) - Begründung: geschichtlich, künstlerisch - Schutzumfang: gesamtes Objekt - Denkmaltyp: Bauliche Anlage | Fotos hochladen |
| 15510 Wikidata | Klosterstraße 59 - 61 (54° 4′ 43″ N, 9° 59′ 40″ O) | Mehrfamilienhaus                                                       | Mehrfamilienhaus; 1927/28; Friedrich Wilhelm Hain sen.; langgestreckter, zweigeschossiger Backsteinbau unter Satteldach mit gleichmäßig gereihten Gauben und hölzernem Dachüberstand sowie markantem, im Halbrund weit vortretendem, überhöhtem Standerker an der Südwestecke - Begründung: geschichtlich, städtebaulich - Schutzumfang: gesamtes Objekt - Denkmaltyp: Bauliche Anlage | BW              |
| 3467 Wikidata  | Plöner Straße 65 - 67 (54° 4′ 14″ N, 9° 59′ 47″ O) | Mietwohnungshauszeile Plöner Straße 65-67 und Ringstraße 39-45         | Mietwohnungshauszeile; 1927/28, Stadtbaurat Carl Lembke; winklig angelegter dreigeschossiger Backsteinzeilenbau unter vorkragendem Walmdach, Winkel und Gebäudeseite durch überhöhte rustizierte Risalite ausgezeichnet, vorgezogene rechteckige Türrahmungen aus Kunststein - Begründung: geschichtlich, künstlerisch, städtebaulich - Schutzumfang: gesamtes Äußeres - Denkmaltyp: Bauliche Anlage, Mehrheit von baulichen Anlagen: Siedlungsgebiet westliche Feldstraße 3469 | Fotos hochladen |
| 3469 Wikidata  | Straße 85 - 87 (54° 4′ 13″ N, 9° 59′ 59″ O)        | Mietwohnungshauszeile                                                  | Alteintragung (Aktualisierung vorgesehen) - Begründung: - Schutzumfang: Alteintragung (Aktualisierung vorgesehen) - Denkmaltyp: Bauliche Anlage | BW              |
| 3451 Wikidata  | Plöner Straße 89 (54° 4′ 14″ N, 10° 0′ 4″ O)       | Mausoleum Moll                                                         | Mausoleum Moll; 1912/13; Hans Roß für Fabrikantenfamilie Moll; backsteinerne offene Pfeilerhalle, runder Portikus unter Kupferkuppel mit ionisierenden Säulen und figürlichem Terrakottafries, Marmorskulptur einer Trauernden von Ludwig Isenbeck - Begründung: geschichtlich, künstlerisch - Schutzumfang: gesamtes Objekt - Denkmaltyp: Bauliche Anlage, Sachgesamtheit: Nordfriedhof | Fotos hochladen |
| 23026 Wikidata | Plöner Straße 89 (54° 4′ 17″ N, 9° 59′ 59″ O)      | Gruft Blunck                                                           | Gruft Blunck; um 1888; Gruftanlage mit gestufter Rückwand aus Sandstein, der erhöhte Mittelteil zeigt seitliche Vasenaufsätze und ein hohes Kreuz auf Sockel, davor Gruftplatte über kastenförmigen Unterbau - Begründung: geschichtlich, künstlerisch - Schutzumfang: gesamtes Objekt - Denkmaltyp: Bauliche Anlage, Sachgesamtheit: Nordfriedhof | BW              |
| 23027 Wikidata | Plöner Straße 89 (54° 4′ 26″ N, 10° 0′ 9″ O)       | Gruft Sager                                                            | Gruft Anton Sager; um 1902, Ludwig Isenbeck; Gruftanlage bestehend aus Jugendstilgittertor, von einfacher Steinplatte bedeckter Gruft und monumentalem Kruzifix zwischen zwei Steinstelen - Begründung: geschichtlich, künstlerisch - Schutzumfang: gesamtes Objekt - Denkmaltyp: Bauliche Anlage, Sachgesamtheit: Nordfriedhof | BW              |
| 44808 Wikidata | Plöner Straße 89 (54° 4′ 27″ N, 10° 0′ 8″ O)       | Grabmal Fam. Christian Friedrich Köster                                | Grabmal Fam. Christian Friedrich Köster; um 1912; schwarze gestufte Granitwand, Mittelstele mit Kreuz, davor Figur einer Trauernden, Galvanoplastik der Firma WMF (Entwurf Fidel Binz 1891) - Begründung: geschichtlich, künstlerisch - Schutzumfang: gesamtes Objekt - Denkmaltyp: Bauliche Anlage, Sachgesamtheit: Nordfriedhof | BW              |
| 44809 Wikidata | Plöner Straße 89 (54° 4′ 25″ N, 10° 0′ 0″ O)       | Grabstätte Fam. Möller/Selck                                           | Grabstätte Fam. Möller/Selck; um 1908; Entwurf Paul Reese; aus großen Steinquadern gefügtes Grabmal mit Einfriedung, große Statuennische mit Figur einer Trauernden - Begründung: geschichtlich, künstlerisch - Schutzumfang: gesamtes Objekt - Denkmaltyp: Bauliche Anlage, Sachgesamtheit: Nordfriedhof | BW              |
| 44810 Wikidata | Plöner Straße 89 (54° 4′ 24″ N, 9° 59′ 57″ O)      | Grabmal Fam. Max Müller                                                | Grabstätte Fam. Max Müller; um 1908; Galvanoplastik einer auf einer gestuften steinernen Grabwand sitzenden Trauernden - Begründung: geschichtlich, künstlerisch - Schutzumfang: gesamtes Objekt - Denkmaltyp: Bauliche Anlage, Sachgesamtheit: Nordfriedhof | BW              |
| 44811 Wikidata | Plöner Straße 89 (54° 4′ 18″ N, 9° 59′ 58″ O)      | Grabstätte Fam. Riewerts                                               | Grabstätte Fam. Fam. Riewerts; um 1915; hohe verputzte Grabmauer mit abschließendem Konsolgesims, davor in barocker nordfriesischer Manier gestaltete Grabstelen mit Ranken- und Schiffsmotiv - Begründung: geschichtlich, künstlerisch - Schutzumfang: gesamtes Objekt - Denkmaltyp: Bauliche Anlage, Sachgesamtheit: Nordfriedhof | BW              |
| 46458 Wikidata | Plöner Straße 89 (54° 4′ 24″ N, 9° 59′ 58″ O)      | Gedenkstein für die Opfer des Brands der Ahlbeck'schen Tuchfabrik 1888 | Gedenkstein für die Opfer des Brands der Ahlbeck'schen Tuchfabrik 1888; ca. 1888; Obelisk mit marmorner Inschriftentafel mit Namen der Opfer, darüber Lorbeerkranz unter zwei gekreuzten, gesenkten Fackeln, Sockelbereich mit Feston geschmückt - Begründung: geschichtlich, künstlerisch - Schutzumfang: gesamtes Objekt - Denkmaltyp: Bauliche Anlage, Sachgesamtheit: Nordfriedhof | BW              |
| 14112 Wikidata | Plöner Straße 89 (54° 4′ 22″ N, 10° 0′ 6″ O)       | Nordfriedhof                                                           | Nordfriedhof; 1869 angelegt, ab 1906 östlich erweitert; 11 ha Fläche, westlicher Teil Achsenkreuz mit umlaufendem Weg am Außenrand, östliche Erweiterung durch axial gegliederte Seitenbereiche und mittigen Bereich aus geschwungen Wegen und unregelmäßigen Grabfeldersegmenten, die topographischen Strukturen durch Baumreihen, vornehmlich Linden, begleitet; nach Süden durch Friedhofsmauer und Eisentor begrenzt; am Standort der ehem. Kapelle Steinstelen ͣStätte der Besinnung͕͞ Skulptur von Hermann Pohl - Begründung: geschichtlich, künstlerisch, städtebaulich - Schutzumfang: Nordfriedhof, Steinstelen „Stätte der Besinnung“ - Denkmaltyp: Gründenkmal, Sachgesamtheit: Nordfriedhof | BW              |

### Einfeld
| Objekt-ID      | Lage                                                | Offizielle Bezeichnung                                   | Beschreibung | Bild            |
| -------------- | --------------------------------------------------- | -------------------------------------------------------- | --- | --------------- |
| 15183 Wikidata | Am Bondenholz 26 (54° 8′ 31″ N, 9° 59′ 36″ O)       | Obsthof-Hauptgebäude                                     | Obsthof-Hauptgebäude; 1907; Fabrikation Nordischer Blockhäuser W. Witte; zweigeschossiges Holzhaus aus Harzer Fichte auf gemauertem Sockel unter auskragendem Satteldach; Gartenfassade mit Erker und Loggia; im Inneren bauzeitliche Raumausstattung - Begründung: geschichtlich, künstlerisch - Schutzumfang: gesamtes Objekt - Denkmaltyp: Bauliche Anlage, Sachgesamtheit: Obsthof Mehrens | BW              |
| 15126 Wikidata | Dorfstraße 5 (54° 7′ 34″ N, 9° 59′ 40″ O)           | Christuskirche                                           | Christuskirche; 1934/35, Friedrich Wilhelm Hain sen.; 1959 Erweiterung und Umgestaltung durch Friedrich Wilhelm Hain jun.; schlichter Kalksandsteinbau mit Backsteinverblendung unter Walmdach, auf dem südlichen Firstende über dem eingezogenen Chor Dachreiter, nordwestlich eingeschossiger Eingangstrakt mit Vor- und Jugendraum; am Eingangstrakt Mahnmal für den Zweiten Weltkrieg, Kruzifixrelief in Sandstein, 1953 von Halbhuber; von Feldsteinmauer eingefasste Grünfläche an der Dorfstraße - Begründung: geschichtlich, künstlerisch, städtebaulich - Schutzumfang: Christuskirche, Mahnmal Zweiter Weltkrieg, Vorplatz, Feldsteinmauer - Denkmaltyp: Bauliche Anlage | BW              |
| 21688 Wikidata | Dorfstraße 21 (54° 7′ 39″ N, 9° 59′ 32″ O)          | Altes Schulhaus                                          | Altes Schulhaus; 1907; zweigeschossiger, traufenständiger Backsteinbau mit Putzzierfeldern unter Schopfwalmdach, Straßenfassade mit wenig hervortretendem Mittelrisalit mit Fachwerkgiebel - Begründung: geschichtlich, städtebaulich - Schutzumfang: gesamtes Objekt - Denkmaltyp: Bauliche Anlage | BW              |
| 7309 Wikidata  | Einfelder Schanze 14 (54° 7′ 55″ N, 10° 0′ 0″ O)    | Vollmeilenstein                                          | Alteintragung (Aktualisierung vorgesehen) - Begründung: geschichtlich, wissenschaftlich, Kulturlandschaft prägend - Schutzumfang: gesamtes Objekt - Denkmaltyp: Bauliche Anlage | Fotos hochladen |
| 42698 Wikidata | Einfelder Straße u. a. (54° 7′ 44″ N, 9° 59′ 45″ O) | Ehrenmalanlage für die Gefallenen des Ersten Weltkrieges | Ehrenmalanlage Erster Weltkrieg; um 1920; Granitquader mit eingemeißelter Inschriftentafel auf begrünter dreieckiger Platzfläche, flankiert von zwei Blutbuchen - Begründung: geschichtlich, städtebaulich - Schutzumfang: Ehrenmalanlage für die Gefallenen des Ersten Weltkrieges, Granitquader, Blutbuchen - Denkmaltyp: Bauliche Anlage | BW              |
| 13970 Wikidata | Seekamp 2 (54° 7′ 49″ N, 9° 59′ 48″ O)              | Villa                                                    | Alteintragung (Aktualisierung vorgesehen) - Begründung: künstlerisch, städtebaulich - Schutzumfang: gesamtes Objekt - Denkmaltyp: Bauliche Anlage | BW              |
| 3476 Wikidata  | Seekamp 24 (54° 7′ 54″ N, 9° 59′ 31″ O)             | Villa                                                    | Alteintragung (Aktualisierung vorgesehen) - Begründung: geschichtlich, künstlerisch - Schutzumfang: gesamtes Äußeres, Außenanlagen - Denkmaltyp: Bauliche Anlage | BW              |
| 6312 Wikidata  | Seekamp 28 (54° 7′ 55″ N, 9° 59′ 28″ O)             | ehem. Räucher-Kate                                       | ehem. Räucher-Kate; um 1800; eingeschossiges Fachwerkgebäude mit Reetdach, Zweiständerbau mit seitlichen Kübbungen - Begründung: geschichtlich, städtebaulich, Kulturlandschaft prägend - Schutzumfang: gesamtes Objekt - Denkmaltyp: Bauliche Anlage | BW              |
| 458 Wikidata   | Uferstraße 13 (54° 7′ 56″ N, 9° 59′ 15″ O)          | Fachhallenkate                                           | Fachhallenkate; 1777; zum sog. Einfelder Hof gehörig; in Fachwerk ausgeführter Zweiständerbau unter Reetdach, nach Süden zweistufiger verbretterter Giebel über Konsolen auskragend; Inschrift über dem ehem. Großtor - Begründung: geschichtlich, Kulturlandschaft prägend - Schutzumfang: gesamtes Objekt - Denkmaltyp: Bauliche Anlage | BW              |
| 15211 Wikidata | Uferstraße 19 (54° 8′ 1″ N, 9° 59′ 12″ O)           | Villa Hornung                                            | Villa Hornung; 1912, Johann Theede; zweigeschossiger Backsteinbau der Heimatschutzarchitektur unter hohem geschweiftem Walmdach, Straßenfassade mit polygonalem, von ionischen Werksteinsäulen unterteiltem Eingangsvorbau mit Altan - Begründung: geschichtlich, künstlerisch, städtebaulich - Schutzumfang: gesamtes Objekt - Denkmaltyp: Bauliche Anlage | BW              |
| 44054 Wikidata | Wührenallee (54° 7′ 57″ N, 9° 59′ 13″ O)            | ehem. Hofallee                                           | ehem. Hofallee; zum Gut Einfelder Hof͞ zugehörig, wohl auf 1777 zurückgehend; ca. 135 m lange Allee aus Kastanien, Spitzahorn und Linden in engem Reihenabstand von 3 Metern - Begründung: geschichtlich, Kulturlandschaft prägend - Schutzumfang: gesamtes Objekt - Denkmaltyp: Gründenkmal | BW              |

### Faldera
| Objekt-ID      | Lage                                               | Offizielle Bezeichnung  | Beschreibung | Bild |
| -------------- | -------------------------------------------------- | ----------------------- | --- | ---- |
| 15363 Wikidata | Am Brunnenkamp 2 (54° 4′ 15″ N, 9° 58′ 21″ O)      | Wohn- und Geschäftshaus | Wohn- und Geschäftshaus; 1925/26, Emil Wittig; dreigeschossiger Backsteinbau mit abgeflachter Eckfront auf spitzwinkeligem Grundstück unter Walm- und Mansarddach, Fassade durch Zierfriese und Reliefierungen in Backstein belebt - Begründung: geschichtlich, städtebaulich - Schutzumfang: gesamtes Äußeres - Denkmaltyp: Bauliche Anlage | BW   |
| 15147 Wikidata | Ehndorfer Straße 2 - 4 (54° 4′ 7″ N, 9° 58′ 26″ O) | Mietwohnungshaus        | Mietwohnungshaus; 1926; Paul Reese; dreigeschossiger Backsteinbau unter Walmdach in verhalten expressionistischer Gestaltung, hervorgehobene Eckausbildung mit Stufengiebel zwischen polygonalen Ecktürmchen - Begründung: geschichtlich, künstlerisch, städtebaulich - Schutzumfang: gesamtes Objekt - Denkmaltyp: Bauliche Anlage          | BW   |

### Gadeland
| Objekt-ID      | Lage                                             | Offizielle Bezeichnung | Beschreibung | Bild |
| -------------- | ------------------------------------------------ | ---------------------- | --- | ---- |
| 43687 Wikidata | Am Heldenhain (54° 2′ 55″ N, 10° 1′ 25″ O)       | „Heldenhain“ Gadeland  | „Heldenhain“ Gadeland vermutlich um 1920 und 1950; hainartige Anlage mit Birken-, Kiefern- und Rhododendronpflanzungen; Bruchsteinterrasse mit zwei Inschriftenfindlingen für die Gefallenen des Ersten und Zweiten Weltkrieges - Begründung: geschichtlich, städtebaulich - Schutzumfang: „Heldenhain“ Gadeland, Findling Erster Weltkrieg, Findling Erster und Zweiter Weltkrieg - Denkmaltyp: Gründenkmal | BW   |
| 15165 Wikidata | Norderstraße 1 (54° 3′ 11″ N, 10° 1′ 20″ O)      | Gadelander Schule      | Gadelander Schule; 1902, 1907 und 1936, unter anderem Gustav Micheels; zweigeschossiger, schlichter Backsteinbau unter Satteldach, Seiten und Mittelachsen durch übergiebelte Risalite betont, gleichmäßig gereihte Segmentbogenfenster; zur Kummerfelder Straße Feldsteineinfriedung und Lindenreihe - Begründung: geschichtlich, städtebaulich - Schutzumfang: Gadelander Schule, Feldsteineinfriedung, Lindenreihe - Denkmaltyp: Bauliche Anlage | BW   |
| 15171 Wikidata | Segeberger Straße 32 (54° 3′ 17″ N, 10° 1′ 3″ O) | Gadelander Mühle       | Gadelander Mühle; 1922, 1936 und 1938; Zimmermeister Grothmaack, Gustav Micheels; zweigeschossiger Backsteinbau unter ausgebautem Mansarddach, Mittelachse durch übereinanderliegende Ladeluken und Zwerchhaus mit Ladeluke betont, gleichmäßig gereihte Fenster unter gemauerten Bögen; links und rechts zweigeschossige, flachgedeckte Backsteinanbauten auf niedrigerem Sockel - Begründung: geschichtlich, städtebaulich, technisch - Schutzumfang: Gadelander Mühle, Feldsteineinfriedung, Gartenpavillon - Denkmaltyp: Bauliche Anlage, Sachgesamtheit: Gadelander Mühle | BW   |

### Gartenstadt
| Objekt-ID      | Lage                                                        | Offizielle Bezeichnung                | Beschreibung | Bild                             |
| -------------- | ----------------------------------------------------------- | ------------------------------------- | --- | -------------------------------- |
| 15133 Wikidata | Brückenstraße (54° 5′ 15″ N, 9° 58′ 56″ O)                  | Bahnbetriebswerkstätte Neumünster     | Alteintragung (Aktualisierung vorgesehen) - Begründung: geschichtlich, wissenschaftlich, städtebaulich - Schutzumfang: Werkstatt- und Verwaltungsgebäude, Lokleitungsgebäude, Ringlokschuppen, Bahnschuppen, Brückendrehscheibe, Kohlenbansen, Gleisanlagen mit Betriebstechnik - Denkmaltyp: Bauliche Anlage | BW                               |
| 29254 Wikidata | Brückenstraße (54° 5′ 18″ N, 9° 58′ 57″ O)                  | Brückendrehscheibe                    | Alteintragung (Aktualisierung vorgesehen) - Begründung: Alteintragung (Aktualisierung vorgesehen) - Schutzumfang: Alteintragung (Aktualisierung vorgesehen) - Denkmaltyp: Bauliche Anlage | Fotos hochladen                  |
| 29255 Wikidata | Brückenstraße (54° 5′ 20″ N, 9° 58′ 56″ O)                  | Ringlokschuppen                       | Alteintragung (Aktualisierung vorgesehen) - Begründung: Alteintragung (Aktualisierung vorgesehen) - Schutzumfang: Alteintragung (Aktualisierung vorgesehen) - Denkmaltyp: Bauliche Anlage | Fotos hochladen                  |
| 29256 Wikidata | Brückenstraße (54° 5′ 17″ N, 9° 58′ 54″ O)                  | Werkstatt- und Verwaltungsgebäude     | Alteintragung (Aktualisierung vorgesehen) - Begründung: Alteintragung (Aktualisierung vorgesehen) - Schutzumfang: Alteintragung (Aktualisierung vorgesehen) - Denkmaltyp: Bauliche Anlage | BW                               |
| 29257 Wikidata | Brückenstraße (54° 5′ 17″ N, 9° 58′ 56″ O)                  | Lokleitungsgebäude                    | Alteintragung (Aktualisierung vorgesehen) - Begründung: Alteintragung (Aktualisierung vorgesehen) - Schutzumfang: Alteintragung (Aktualisierung vorgesehen) - Denkmaltyp: Bauliche Anlage | BW                               |
| 29258 Wikidata | Brückenstraße (54° 5′ 14″ N, 9° 58′ 56″ O)                  | Kohlenbansen                          | Alteintragung (Aktualisierung vorgesehen) - Begründung: Alteintragung (Aktualisierung vorgesehen) - Schutzumfang: Alteintragung (Aktualisierung vorgesehen) - Denkmaltyp: Bauliche Anlage | BW                               |
| 29259 Wikidata | Brückenstraße (54° 5′ 16″ N, 9° 58′ 56″ O)                  | Bahnschuppen                          | Alteintragung (Aktualisierung vorgesehen) - Begründung: Alteintragung (Aktualisierung vorgesehen) - Schutzumfang: Alteintragung (Aktualisierung vorgesehen) - Denkmaltyp: Bauliche Anlage | BW                               |
| 29260 Wikidata | Brückenstraße (54° 5′ 16″ N, 9° 58′ 56″ O)                  | Gleisanlagen mit Betriebstechnik      | Alteintragung (Aktualisierung vorgesehen) - Begründung: Alteintragung (Aktualisierung vorgesehen) - Schutzumfang: Alteintragung (Aktualisierung vorgesehen) - Denkmaltyp: Bauliche Anlage | Fotos hochladen                  |
| 15306 Wikidata | Carlstraße 1 (54° 4′ 42″ N, 9° 58′ 43″ O)                   | Villa Gloy                            | Villa Gloy; 1896; Magnus Schlichting für Gastwirt Johann Gloy; zweigeschossiger Putzbau unter flachem Walmdach, Straßenfront belebt durch Seitenrisalit und Altan mit ornamentierter Steinbrüstung, Fassadendekor in Neorenaissanceformen; schmiedeeiserner Zaun zwischen gemauerten Pfeilern als Grundstückseinfriedung - Begründung: geschichtlich, künstlerisch, städtebaulich - Schutzumfang: Villa Gloy, Einfriedung - Denkmaltyp: Bauliche Anlage | BW                               |
| 9147 Wikidata  | Carlstraße 11 (54° 4′ 46″ N, 9° 58′ 39″ O)                  | Villa Bracker                         | Villa Bracker; 1901; Architekt Mehrens; zweigeschossiger Putzbau unter flachem Walmdach, Straßenfront belebt durch Seitenrisalit und Altan mit ornamentierter Steinbrüstung, Fassadendekor aus stileklektizistischen, vegetabilen Formen - Begründung: geschichtlich, städtebaulich - Schutzumfang: gesamtes Objekt - Denkmaltyp: Bauliche Anlage | BW                               |
| 15331 Wikidata | Carlstraße 19 (54° 4′ 48″ N, 9° 58′ 35″ O)                  | Wohnhaus                              | Wohnhaus; 1900; Carl Otto Göttsche; zweigeschossiger Putzbau unter Walmdach mit der Renaissance entlehnten Putzzierelementen, an der Nordseite mittiger Altan und Zwerchhaus, an der Westseite Kastenerker und Zwerchhaus; Gebäudeecke durch halbrunden Ladenvorbau von 1932 aufgelöst - Begründung: geschichtlich, städtebaulich - Schutzumfang: gesamtes Objekt - Denkmaltyp: Bauliche Anlage                                                         | BW                               |
| 2648 Wikidata  | Carlstraße 23 (54° 4′ 49″ N, 9° 58′ 33″ O)                  | Eisenzaun                             | Eisenzaun; 1904; Hans Roß; Ziergitter aus dekorativen Verstäbungen und Knoten auf verputztem gerundetem Sockel, der zum Eingang hin geschweift in die Pfosten überleitet - Begründung: geschichtlich, künstlerisch - Schutzumfang: gesamtes Objekt - Denkmaltyp: Bauliche Anlage | BW                               |
| 15326 Wikidata | Carlstraße 63 (54° 4′ 58″ N, 9° 58′ 19″ O)                  | Logenhaus                             | Logenhaus; ehem. Kontorhaus; 1921/22 von Behrens und Sohn; 1931 Umgestaltung zu Logenhaus durch Emil Wittig; eineinhalbgeschossiger Backsteinbau unter Walmdach in sachlicher Formensprache, Fassade betont von vier in der Mitte angeordneten breiten Fensterblenden mit gestuften Gewänden, an der Nordseite übergiebelter Eingangsrisalit - Begründung: geschichtlich, künstlerisch - Schutzumfang: gesamtes Objekt - Denkmaltyp: Bauliche Anlage    | BW                               |
| 3442 Wikidata  | Carlstraße 66 (54° 5′ 1″ N, 9° 58′ 20″ O)                   | Villa Moll                            | Alteintragung (Aktualisierung vorgesehen) - Begründung: geschichtlich, künstlerisch, städtebaulich - Schutzumfang: gesamtes Objekt - Denkmaltyp: Bauliche Anlage, Sachgesamtheit: Villa Moll mit Garten | Fotos hochladen                  |
| 27791 Wikidata | Carlstraße 66 (54° 5′ 1″ N, 9° 58′ 20″ O)                   | Garten der Villa Moll                 | Landhausgarten; um 1910, Bauherr: Alexander Moll; Reformgarten im Sinne von Hermann Muthesius in Form eines Eichenhains mit Rhododendrenanpflanzungen, Schmuckpartien am Haus; Einheit von Innen- und Außenraum - Begründung: geschichtlich, künstlerisch, städtebaulich - Schutzumfang: gesamtes Objekt - Denkmaltyp: Gründenkmal, Sachgesamtheit: Villa Moll mit Garten                                                                               | BW                               |
| 3443 Wikidata  | Carlstraße 169 (54° 5′ 17″ N, 9° 57′ 48″ O)                 | Villa Sager                           | Alteintragung (Aktualisierung vorgesehen) - Begründung: Alteintragung (Aktualisierung vorgesehen) - Schutzumfang: Alteintragung (Aktualisierung vorgesehen) - Denkmaltyp: Bauliche Anlage | weitere Fotos \| Fotos hochladen |
| 10632 Wikidata | Carlstraße 169 (54° 5′ 18″ N, 9° 57′ 49″ O)                 | Nördliches Torhaus                    | Alteintragung (Aktualisierung vorgesehen) - Begründung: Alteintragung (Aktualisierung vorgesehen) - Schutzumfang: Alteintragung (Aktualisierung vorgesehen) - Denkmaltyp: Bauliche Anlage | Fotos hochladen                  |
| 10633 Wikidata | Carlstraße 169 (54° 5′ 17″ N, 9° 57′ 49″ O)                 | Südliches Torhaus                     | Alteintragung (Aktualisierung vorgesehen) - Begründung: Alteintragung (Aktualisierung vorgesehen) - Schutzumfang: Alteintragung (Aktualisierung vorgesehen) - Denkmaltyp: Bauliche Anlage | Fotos hochladen                  |
| 10634 Wikidata | Carlstraße 169 (54° 5′ 17″ N, 9° 57′ 47″ O)                 | Villengarten                          | Alteintragung (Aktualisierung vorgesehen) - Begründung: geschichtlich, künstlerisch, städtebaulich - Schutzumfang: gesamtes Objekt - Denkmaltyp: Gründenkmal | Fotos hochladen                  |
| 2633 Wikidata  | Carlstraße 183 (54° 5′ 22″ N, 9° 57′ 45″ O)                 | Villa Leissner-Sager                  | Villa Leissner-Sager; 1928, Friedrich Wilhelm Hain sen.; zweigeschossiger traufenständiger Backsteinbau unter zur Straße abgeschlepptem auskragendem Satteldach, gegliedert durch Lisenen und Ziegelrustika; Garten - Begründung: geschichtlich, künstlerisch, städtebaulich - Schutzumfang: Villa Leissner-Sager, Villengarten - Denkmaltyp: Bauliche Anlage                                                                                           | BW                               |
| 15262 Wikidata | Carlstraße (54° 5′ 5″ N, 9° 57′ 56″ O)                      | Stadtpark                             | Stadtpark; 1864 Anpflanzung eines Forsts durch Carl Geerdts; 1906 Umgestaltung Wilhelm Hennings; landschaftlicher Waldpark mit geschwungener Wegeführung, Baumgruppen, Lichtungen und Rhododendren; Gedenkstein Carl Geerdts von 1894 - Begründung: geschichtlich, künstlerisch, städtebaulich, Kulturlandschaft prägend - Schutzumfang: Stadtpark, Geerdts-Denkmal - Denkmaltyp: Gründenkmal                                                           | Fotos hochladen                  |
| 8897 Wikidata  | Geerdtsstraße 100 (54° 5′ 36″ N, 9° 56′ 46″ O)              | Nissenhütte                           | Alteintragung (Aktualisierung vorgesehen), Nissenhütte im Tierpark Neumünster - Begründung: geschichtlich - Schutzumfang: gesamtes Objekt - Denkmaltyp: Bauliche Anlage | Fotos hochladen                  |
| 29662 Wikidata | Geerdtsstraße (54° 5′ 19″ N, 9° 57′ 35″ O)                  | Stadion-Umkleidegebäude               | Alteintragung (Aktualisierung vorgesehen) - Begründung: Alteintragung (Aktualisierung vorgesehen) - Schutzumfang: Alteintragung (Aktualisierung vorgesehen) - Denkmaltyp: Bauliche Anlage | BW                               |
| 29663 Wikidata | Geerdtsstraße (54° 5′ 19″ N, 9° 57′ 24″ O)                  | Lindenallee                           | Alteintragung (Aktualisierung vorgesehen) - Begründung: geschichtlich, städtebaulich - Schutzumfang: gesamtes Objekt - Denkmaltyp: Gründenkmal | BW                               |
| 12713 Wikidata | Junglöwweg (54° 5′ 13″ N, 9° 57′ 13″ O)                     | Friedenshain                          | Alteintragung (Aktualisierung vorgesehen) - Begründung: geschichtlich, künstlerisch, Kulturlandschaft prägend - Schutzumfang: Friedenshain, umlaufender Wall mit Rotbuchen, zentraler Denkmal Findling, Bronzeplatte, Steinkranz, Eichenraster - Denkmaltyp: Gründenkmal | weitere Fotos \| Fotos hochladen |
| 15210 Wikidata | Justus-von-Liebig-Straße 2 - 4 (54° 5′ 33″ N, 9° 58′ 36″ O) | Holstenhalle                          | Alteintragung (Aktualisierung vorgesehen) - Begründung: Alteintragung (Aktualisierung vorgesehen) - Schutzumfang: Alteintragung (Aktualisierung vorgesehen) - Denkmaltyp: Bauliche Anlage | weitere Fotos \| Fotos hochladen |
| 14176 Wikidata | Rendsburger Straße 145 (54° 5′ 17″ N, 9° 58′ 34″ O)         | Wohnhaus                              | Wohnhaus; 1898; Zimmermeister Johannes Dehn; eingeschossiges, traufenständiges Kniestockhaus auf genutetem Sockel mit auskragendem Schopfwalmdach, Straßenfassade mit von Dreieckgiebel abgeschlossenem Risalit mit hölzerner vorgelagerter Veranda - Begründung: geschichtlich, städtebaulich - Schutzumfang: gesamtes Äußeres - Denkmaltyp: Bauliche Anlage                                                                                           | BW                               |
| 15179 Wikidata | Rintelenstraße 50 (54° 5′ 46″ N, 9° 57′ 53″ O)              | Versöhnungskirche mit Gemeindezentrum | Versöhnungskirche mit Gemeindezentrum; 1972, Friedhelm Grundmann, Otto E. Rehder und Friedhelm Zeuner; Inneres 1986/87 umgestaltet; wandhafte Kuben unterschiedlicher Höhe mit Flachdächern und spärlicher Befensterung aus rotem Backstein - Begründung: geschichtlich, künstlerisch, städtebaulich - Schutzumfang: gesamtes Objekt - Denkmaltyp: Bauliche Anlage                                                                                      | BW                               |

### Tungendorf
| Objekt-ID      | Lage                                             | Offizielle Bezeichnung                             | Beschreibung | Bild            |
| -------------- | ------------------------------------------------ | -------------------------------------------------- | --- | --------------- |
| 2422 Wikidata  | Alsenplatz 4 (54° 5′ 29″ N, 10° 0′ 26″ O)        | ehem. Amts-Gemeinde-Haus                           | Alteintragung (Aktualisierung vorgesehen) - Begründung: geschichtlich, künstlerisch - Schutzumfang: gesamtes Objekt - Denkmaltyp: Bauliche Anlage | BW              |
| 15208 Wikidata | Am Kamp 5 (54° 5′ 59″ N, 9° 59′ 45″ O)           | Pestalozzi-Schule                                  | Pestalozzischule; 1951; zweigeschossiger Backsteinbau unter Walmdach mit Uhrentürmchen, Fassade bestimmt durch gleichmäßig gereihte weiße Sprossenfenster, Eingang durch breite Werksteinrahmung betont; nach Norden versetzter östlich anschließender eingeschossiger Klassenflügel; heckengesäumte Grünfläche vor dem Gebäudetrakt - Begründung: geschichtlich, städtebaulich - Schutzumfang: Pestalozzi-Schule, Außenraum - Denkmaltyp: Bauliche Anlage                                       | BW              |
| 3482 Wikidata  | Hürsland 2 (54° 5′ 32″ N, 9° 59′ 48″ O)          | Volkshaus Tungendorf                               | Alteintragung (Aktualisierung vorgesehen) - Begründung: geschichtlich, künstlerisch, städtebaulich - Schutzumfang: Alteintragung (Aktualisierung vorgesehen) - Denkmaltyp: Bauliche Anlage, Sachgesamtheit: Volkshaus Tungendorf | Fotos hochladen |
| 28198 Wikidata | Hürsland 2 (54° 5′ 34″ N, 9° 59′ 49″ O)          | nördl. ehem. Stallgebäude                          | Alteintragung (Aktualisierung vorgesehen) - Begründung: Alteintragung (Aktualisierung vorgesehen) - Schutzumfang: Alteintragung (Aktualisierung vorgesehen) - Denkmaltyp: Bauliche Anlage, Sachgesamtheit: Volkshaus Tungendorf | BW              |
| 28199 Wikidata | Hürsland 2 (54° 5′ 31″ N, 9° 59′ 49″ O)          | südl. ehem. Stallgebäude                           | Alteintragung (Aktualisierung vorgesehen) - Begründung: Alteintragung (Aktualisierung vorgesehen) - Schutzumfang: Alteintragung (Aktualisierung vorgesehen) - Denkmaltyp: Bauliche Anlage, Sachgesamtheit: Volkshaus Tungendorf | BW              |
| 28201 Wikidata | Hürsland 2 (54° 5′ 31″ N, 9° 59′ 48″ O)          | ehem. Bürogebäude                                  | Alteintragung (Aktualisierung vorgesehen) - Begründung: Alteintragung (Aktualisierung vorgesehen) - Schutzumfang: Alteintragung (Aktualisierung vorgesehen) - Denkmaltyp: Bauliche Anlage, Sachgesamtheit: Volkshaus Tungendorf | BW              |
| 12779 Wikidata | Hürsland 2 (54° 5′ 33″ N, 9° 59′ 46″ O)          | Volkshaus Tungendorf: Gartenanlage                 | Alteintragung (Aktualisierung vorgesehen) - Begründung: geschichtlich, künstlerisch, städtebaulich - Schutzumfang: Volkshaus Tungendorf: Gartenanlage, Halbrunde Allee mit Mittelallee und seitlichen Reihen, Allee mit Rondell westlich des Volkshauses - Denkmaltyp: Gründenkmal, Sachgesamtheit: Volkshaus Tungendorf | BW              |
| 28197 Wikidata | Hürsland 2 (54° 5′ 33″ N, 9° 59′ 52″ O)          | Baumkranz Sportplatz                               | Alteintragung (Aktualisierung vorgesehen) - Begründung: geschichtlich, künstlerisch, städtebaulich - Schutzumfang: gesamtes Objekt - Denkmaltyp: Gründenkmal, Sachgesamtheit: Volkshaus Tungendorf | BW              |
| 28204 Wikidata | Hürsland 2 (54° 5′ 34″ N, 9° 59′ 45″ O)          | Ehrenmal für die Gefallenen des Ersten Weltkrieges | Alteintragung (Aktualisierung vorgesehen) - Begründung: geschichtlich, künstlerisch, städtebaulich - Schutzumfang: gesamtes Objekt - Denkmaltyp: Gründenkmal, Sachgesamtheit: Volkshaus Tungendorf | BW              |
| 7386 Wikidata  | Kieler Straße 333 (54° 5′ 57″ N, 9° 59′ 22″ O)   | Halbmeilenstein                                    | Alteintragung (Aktualisierung vorgesehen) - Begründung: geschichtlich, wissenschaftlich, Kulturlandschaft prägend - Schutzumfang: gesamtes Objekt - Denkmaltyp: Bauliche Anlage | Fotos hochladen |
| 9910 Wikidata  | Kieler Straße 395 (54° 6′ 12″ N, 9° 59′ 26″ O)   | Straßenwärterhaus                                  | Alteintragung (Aktualisierung vorgesehen) - Begründung: - Schutzumfang: Alteintragung (Aktualisierung vorgesehen) - Denkmaltyp: Bauliche Anlage | Fotos hochladen |
| 3470 Wikidata  | Preußerstraße 6 - 8 (54° 5′ 27″ N, 9° 59′ 43″ O) | Rudolf-Tonner-Grundschule                          | Rudolf-Tonner-Schule; ehemalige Knabenschule; 1910-1913, Johann Garleff; zweigeschossiger Backsteinbau unter Satteldach mit Uhrentürmchen als Dreiflügelanlage in barockisierenden Formen der Heimatschutzarchitektur; Lindenallee auf dem Schulhof - Begründung: geschichtlich, künstlerisch, städtebaulich - Schutzumfang: Rudolf-Tonner-Grundschule, Lindenallee - Denkmaltyp: Bauliche Anlage                                                                                                | BW              |
| 15372 Wikidata | Schulstraße 30 (54° 5′ 28″ N, 9° 59′ 33″ O)      | Pastorat                                           | Pastorat; 1926, Julius Brockstedt; zweigeschossiger Backsteinbau der Heimatschutzarchitektur unter steilem Walmdach mit Aufschieblingen, das Mauerwerk an den Kanten durch genutete Lisenen aufgelockert, Straßenfront durch mittiges Sandsteinportal betont - Begründung: geschichtlich, städtebaulich - Schutzumfang: gesamtes Objekt - Denkmaltyp: Bauliche Anlage | BW              |
| 21468 Wikidata | Steinkamp 11 - 15 (54° 4′ 20″ N, 9° 58′ 4″ O)    | Laubenganghaus                                     | Mietswohnhaus; 1952-1953, Architekt: Hans Joachim Westphal; drei- bis viergeschossiger Dreiflügelbau auf U-förmigem Grundriss unter Satteldächern, Erschließung durch übereinanderliegende Laubengänge, authentischer Vertreter seiner Baugattung; mit Gedenkstein für Eberhard Wildermuth und Skulptur „Familie“ - Begründung: geschichtlich, künstlerisch, städtebaulich - Schutzumfang: Laubenganghaus, Skulptur „Familie“, Gedenkstein für Eberhard Wildermuth - Denkmaltyp: Bauliche Anlage | BW              |
| 21568 Wikidata | Tasdorfer Weg 3 (54° 5′ 59″ N, 10° 0′ 53″ O)     | Bauernhaus                                         | Bauernhaus; um 1900; zweigeschossiges Wohn- und Wirtschaftsgebäude in Backstein unter flachem Satteldach über L-förmigem Grundriss, Wohntrakt mit übergiebeltem Mittelrisalit mit eingezogener, säulenbetonter Vorhalle; Lindenreihe entlang der südlichen Grundstücksgrenze - Begründung: geschichtlich, Kulturlandschaft prägend - Schutzumfang: Bauernhaus, Lindenreihe - Denkmaltyp: Bauliche Anlage                                                                                         | BW              |

### Wittorf
| Objekt-ID      | Lage                                                | Offizielle Bezeichnung        | Beschreibung | Bild                             |
| -------------- | --------------------------------------------------- | ----------------------------- | --- | -------------------------------- |
| 9911 Wikidata  | Altonaer Straße 382 (54° 2′ 21″ N, 9° 57′ 52″ O)    | Straßenwärterhaus             | Alteintragung (Aktualisierung vorgesehen) - Begründung: Alteintragung (Aktualisierung vorgesehen) - Schutzumfang: Alteintragung (Aktualisierung vorgesehen) - Denkmaltyp: Bauliche Anlage | BW                               |
| 7387 Wikidata  | Altonaer Straße (54° 2′ 8″ N, 9° 57′ 41″ O)         | Halbmeilenstein               | Alteintragung (Aktualisierung vorgesehen) - Begründung: geschichtlich, wissenschaftlich, Kulturlandschaft prägend - Schutzumfang: gesamtes Objekt - Denkmaltyp: Bauliche Anlage | Fotos hochladen                  |
| 15160 Wikidata | Lindenstraße 1 (54° 3′ 23″ N, 9° 58′ 3″ O)          | Wittorfer Schule              | Wittorfer Schule; 1906, Gustav Jaacks; zweigeschossiger Backsteinbau mit Putzzierfeldern und Zierfachwerk über T-förmigem Grundriss unter ausgebautem Schopfwalmdach, Fenster und Eingänge segmentbogenförmig; vor der Straßenfassade Bronzeplastik von Georg Fuhg, steigendes Einhorn - Begründung: geschichtlich, künstlerisch, städtebaulich - Schutzumfang: Wittorfer Schule, Plastik: Einhorn - Denkmaltyp: Bauliche Anlage                           | BW                               |
| 15199 Wikidata | Mühlenstraße 11 (54° 3′ 17″ N, 9° 58′ 3″ O)         | Villa Tode                    | Villa Tode; 1893, Zimmermeister A. Behrens für Mühlenbesitzer Johannes Tode; zweigeschossiger zergliederter Putzbau unter ausgebautem Schopfwalmdach in Schieferdeckung, schlichte Fassade gegliedert durch profilierte Putzgesimse und Fensterfaschen, an der Südwestecke Windfang mit Freitreppe, an der Südostseite hölzerne Veranda mit Altan - Begründung: geschichtlich, städtebaulich - Schutzumfang: gesamtes Objekt - Denkmaltyp: Bauliche Anlage | BW                               |
| 21612 Wikidata | Reuthenkoppel 9 - 11 (54° 3′ 21″ N, 9° 58′ 17″ O)   | Johanneskirche                | Johanneskirche; 1966, Hans Joachim Westphal; Backsteinsaalbau mit tiefgezogener Dachkonstruktion mit Betonbindern; Innenraum von offener Dachkonstruktion bestimmt; einheitliche Chorausstattung mit Altar, Lesepult und Taufbecken; Buntglasfenster - Begründung: geschichtlich, künstlerisch - Schutzumfang: Johanneskirche, Glockenturm - Denkmaltyp: Bauliche Anlage                                                                                   | Fotos hochladen                  |
| 13901 Wikidata | Wrangelstraße 12 (54° 3′ 58″ N, 9° 58′ 21″ O)       | Verwaltungsgebäude            | Alteintragung (Aktualisierung vorgesehen) - Begründung: Alteintragung (Aktualisierung vorgesehen) - Schutzumfang: Alteintragung (Aktualisierung vorgesehen) - Denkmaltyp: Bauliche Anlage | Fotos hochladen                  |
| 3481 Wikidata  | Wrangelstraße 34 - 34a (54° 3′ 53″ N, 9° 58′ 10″ O) | ehem. Norddeutsche Lederwerke | Alteintragung (Aktualisierung vorgesehen) - Begründung: geschichtlich, künstlerisch, technisch - Schutzumfang: gesamtes Äußeres - Denkmaltyp: Bauliche Anlage | weitere Fotos \| Fotos hochladen |

## Ehemalige Kulturdenkmale
| Objekt-ID    | Lage                                     | Offizielle Bezeichnung | Beschreibung | Bild            |
| ------------ | ---------------------------------------- | ---------------------- | --- | --------------- |
| 230 Wikidata | Fürsthof 18 (54° 4′ 18″ N, 9° 59′ 23″ O) | Wohnhaus               | Im März 2025 nicht mehr als Kulturdenkmal ausgewiesen - Begründung: geschichtlich, städtebaulich - Schutzumfang: gesamtes Äußeres - Denkmaltyp: Bauliche Anlage | Fotos hochladen |

## Quelle
- Liste der Kulturdenkmale in Schleswig-Holstein – Stadt Neumünster (PDF)